# Italia durante la Primera Guerra Mundial

Sistema de alianzas en Europa antes de la Primera Guerra Mundial:
Triple Entente
Triple Alianza
Países neutrales
El Reino de Italia no participó en el bando de la Triple Alianza porque era una alianza defensiva y fue Austria-Hungría la que inició la guerra. Durante un año negoció con ambos bandos para elegir en cual participar y, en mayo de 1915, acabó entrando en la guerra en el bando de la Entente para luchar contra sus antiguos aliados de la Alianza.

En 1914, Europa dominaba toda África, con la excepción de Abisinia (actual Etiopía) y Liberia, una muestra del imperialismo europeo, que también provocó continuas tensiones entre países durante la colonización del continente, vista como muy desfavorable para Italia y Alemania y muy beneficiosa para Francia y Reino Unido. Otros países como Portugal, España o Bélgica tenían unas pocas colonias.

La historia de Italia durante la Primera Guerra Mundial comenzó con el país neutral en la «Gran Guerra». Entró en ella en mayo de 1915, con el objetivo de completar la unión de los territorios de población mayoritariamente italiana y de conseguir fronteras de más fácil defensa. Había negociado con los dos bandos, pero las conversaciones con los Imperios centrales fracasaron debido a lo exiguo de los territorios que estos le ofrecieron a Italia y por el desacuerdo sobre cuándo los obtendría.
La inicial acometida italiana de 1915 contra las defensas austrohúngaras en el río Isonzo fracasó.
En el frente austro-italiano, se libraron doce batallas en el frente del río Isonzo, que concluyeron con un fracaso de las ofensivas italianas en octubre de 1917. En mayo y junio de 1916, los austrohúngaros atacaron a los italianos en el Trentino, pero también sin conseguir avanzar.
En octubre de 1917, el Ejército italiano quedó temporalmente desbaratado por las graves derrotas de Caporetto y del Isonzo. Para sostener al país, los Aliados le enviaron un cuerpo expedicionario. El descalabro de Caporetto supuso un punto de inflexión para Italia: la guerra ofensiva que se había sostenido de 1915 hasta entonces se transformó en defensiva. En el conjunto de los Aliados, la derrota de Caporetto y la consecuente pasividad militar durante casi un año hizo del país un miembro secundario, dominado por los más poderosos.
En vísperas del final de la guerra, en octubre de 1918, Italia emprendió una nueva ofensiva contra los austriacos, que sería una victoria definitiva: la batalla de Vittorio Veneto.
Las derrotas militares llevaron a que, pese a contarse entre los vencedores de la guerra, el país no obtuviese las metas esperadas de la Conferencia de Paz de París. La contienda le costó al país más de un millón cien mil bajas, entre muertos y heridos.

## Antecedentes: el periodo de neutralidad (1914-1915)

### Imperialismo y consecuencias: alianza y rivalidad
A principios del siglo XX, Italia, nueva potencia industrial, adoptó como otros países europeos una política imperialista. En 1911, entró en guerra con el Imperio otomano, al que logró arrebatar Libia, el Dodecaneso y ciertas ventajas económicas. La obtención de Libia y el Dodecaneso debía servir como primer paso para dominar el Mediterráneo oriental. Si en el Adriático el principal rival era Austria-Hungría, en esta zona lo eran Francia y el Reino Unido. Precisamente el deseo de evitar la competencia de otras naciones en el Adriático llevó a Italia a oponerse a las reivindicaciones griegas en el Epiro, territorio cercano a este mar.
Esta expansión y la paralela de Francia en Marruecos en 1912 tensó las relaciones entre estos dos países y acercó a Italia a austriacos y alemanes, pese al acuerdo bilateral de 1902 que había garantizado a los franceses la neutralidad de los italianos en caso de ataque a la Triple Entente por parte de Alemania o Austria-Hungría. Los italianos firmaron nuevos acuerdos militares con estas dos potencias centroeuropeas y renovaron el tratado de alianza con ellas, que databa de 1882, cuando el país había tratado en vano de disputar Túnez a Francia, que lo había ocupado en 1881.
La alianza era defensiva, y solo obligaba a Italia a acudir en socorro de los demás firmantes en caso de que estos fuesen la parte agredida. La expansión italiana se centró entonces en dos zonas: el sur de Anatolia y en los Balcanes; si para la primera obtuvo el beneplácito de Alemania, que no objetó en que se tornase en zona de influencia italiana, las ambiciones en la segunda chocaron con las de Austria-Hungría. Con esta se desató a partir de 1896 una carrera armamentística. Para regular la relación entre las dos, se firmó un acuerdo bilateral en 1887 que conllevaba la compensación de la potencia que se extendiese por los Balcanes, las islas del Adriático o las del Egeo, a la otra; este pacto se complementó con otro en 1900 en el que las dos naciones se comprometían a mantener la situación existente en la zona.
La crisis bosnia de 1908, desatada por la anexión austrohúngara de Bosnia, suscitó una nueva negociación entre Viena y Roma acerca de los Balcanes, que concluyó con la reiteración de lo acordado anteriormente. Además, Italia pactó con Rusia no permitir que Austria-Hungría se extendiese más por los Balcanes. Cuando Italia ocupó el Dodecaneso en mayo de 1912, Austria-Hungría no reclamó compensación alguna por insistencia de Alemania. El 5 de diciembre de 1912, se renovó
la Triple Alianza y tanto Alemania como Austria-Hungría reconocieron la posesión italiana de Libia, sin que la segunda exigiese compensaciones por la ocupación italiana de las doce islas del Dodecaneso, que continuaba. Por entonces Austria-Hungría sopesaba atacar Serbia o Montenegro a causa de la crisis desatada por la primera guerra de los Balcanes y no deseaba enemistarse con Italia. Entonces la guerra se evitó por la probabilidad de que Rusia reaccionase ante un ataque austrohúngaro a los reinos balcánicos y por la falta de apoyo alemán a Austria-Hungría. En todo caso, Italia preveía ya en la primavera de 1913 el posible estallido de una contienda en los Balcanes, que pretendía evitar con el concurso de las demás potencias y, en caso de resultar imposible, no participar si resultaba una guerra general europea.
La rivalidad austro-italiana por dominar parte de los Balcanes se prolongó a lo largo de 1913. Durante la segunda guerra de los Balcanes, Austria-Hungría había estado a punto nuevamente de entrar en guerra para evitar la expansión de Serbia, pero Alemania e Italia se mostraron contrarias; Italia, además, hubiese exigido compensación. Tanto Italia como Austria-Hungría deseaban controlar el Adriático, dominar la nueva Albania surgida de las guerras balcánicas y aprovechar el desmembramiento del Imperio otomano. Además, continuaban teniendo problemas a causa de los territorios imperiales con población de lengua italiana, que se agudizaron en 1914. Unas ochocientas mil personas de lengua italiana eran ciudadanos del imperio, fundamentalmente en el Trentino y en la comarca de Trieste, tierras que eran el objetivo principal del nacionalismo italiano.
En abril de 1914, los austriacos se apoderaron del monte Lovćen, punto estratégico que les permitió dominar la bahía de Cattaro y con ella señorearse de la entrada al Adriático. A partir de entonces, el tráfico a este mar, el acceso a los puertos italianos de la costa oriental y los movimientos de la flota anclada en Venecia quedaban condicionados al control austriaco del estrecho meridional.

### El sistema político italiano
Hasta la reforma política de 1912 que amplió el censo electoral y concedió el sufragio cuasi universal, la ley de 1882 privaba en la práctica al 78 % de la población del derecho al voto. La política del país, en pleno crecimiento industrial, comercial y agrícola, estaba en manos de la clases medias. El Parlamento lo dominaba el hábil diputado Giovanni Giolitti, experto en atraerse el favor de sus colegas; carente de un gran programa político o un ideal claro, practicaba una provechosa política clientelar. El nacionalismo expansionista cobró fuerza fuera de las Cortes. La reforma electoral de 1912 se hizo para fomentar el entusiasmo de la población en general por la guerra contra el Imperio otomano. En las elecciones de 1913, hubo un gran crecimiento de los socialistas y de los católicos, si bien los grupos gubernamentales, radicales y liberales, conservaron la mayoría en las Cortes.
La política exterior quedaba en manos del rey en virtud de la Constitución de 1861, que hizo del reino una monarquía constitucional, pero no parlamentaria. El monarca podía declarar la guerra, firmar la paz y suscribir acuerdos comerciales y alianzas. Tanto el Parlamento como el pueblo estaban excluidos de la política exterior. Ni siquiera todo el Consejo de Ministros participa en las discusiones de política exterior, que quedaban reservadas al presidente y al ministro del ramo. La población en general era indiferente a la política exterior y se sometía a los dictados gubernamentales, influenciada además por la prensa, que el gabinete manipulaba para defender sus decisiones. El monarca, sin embargo, dejaba en general la gestión de las relaciones exteriores a sus ministros.
En el momento en que el país entró finalmente en guerra tras diez meses de neutralidad, presidía el Gobierno Antonio Salandra, un conservador con escasos apoyos parlamentarios que había asumido el puesto en marzo de 1914. Salandra había sucedido en el cargo a Giovanni Giolitti, principal figura de la política nacional durante la década anterior. Aunque se creía que la presidencia de Salandra no sería más que un pequeño intermedio entre gobiernos de Giolitti, la guerra mundial cambió las expectativas y le permitió al primero mantenerse en el puesto, con el apoyo del segundo durante los primeros meses de la contienda, los de neutralidad italiana. Hacia finales de 1914 surgió una seria desavenencia entre ambos: mientras que Giolitti creía que el conflicto sería largo y costoso y que Italia podía obtener compensaciones de Austria-Hungría simplemente por mantenerse neutral, el presidente del Gobierno y su ministro de Asuntos Exteriores, Sidney Sonnino, se convencieron de que debían participar en la guerra en el bando de los Aliados para alcanzar los territorios que ansiaban y mantener su posición de gran potencia. Giolitti dominaba el Parlamento.

### Ejército y mandos militares
Los Imperios Centrales perdieron un decidido partidario al morir repentinamente el jefe del Estado mayor italiano Alberto Pollio el 1 de julio, puesto que asumió Luigi Cadorna. El cuerpo de oficiales apoyaba la alianza con los Imperios Centrales en general, pero no con tanta decisión como el difunto. Y el ejército estaba a finales de julio concentrado para entrar en guerra con Francia y aprestado tropas para despacharlas a Alemania. Pero San Giuliano anunció al rey que, en las circunstancias, Italia no entraría en el conflicto, actitud que contó con el beneplácito real. El alto mando preguntó a Cadorna el 1 de agosto cómo pensaba Italia colaborar en la contienda, pero el Gobierno se apresuró a declarar la neutralidad del país al día siguiente —cinco días después de la declaración de guerra austrohúngara a Serbia—, sin informar siquiera al jefe del Estado Mayor. Cadorna, sorprendido por la noticia, acudió a ver a Salandra para inquirir cuál era el objetivo militar y este le confirmó que debía preparar al Ejército para combatir a Austria-Hungría, lo que conllevaba un gigantesco traslado de tropas a la frontera noreste, maniobra que había que acometer con cierta discreción para evitar una posible ofensiva preventiva austrohúngara.

### Neutralidad en el conflicto

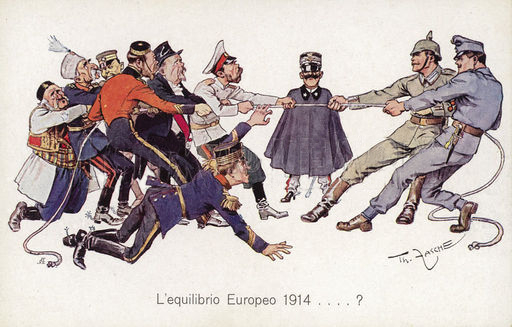
«El equilibrio europeo en 1914…», caricatura italiana de la época que muestra al rey Víctor Manuel III entre los Aliados y los Imperios centrales.

Pese a la liga entre las dos naciones, Austria-Hungría no avisó a Italia sobre su intención de atacar Serbia tras el asesinato del archiduque en Sarajevo, que sirvió de pretexto para la agresión. Viena comunicó a Roma la presentación del ultimátum a Serbia al día siguiente de haberlo hecho. Ni Viena ni Berlín habían incluido a Roma en las conversaciones previas a la declaración de guerra. Ante la posibilidad de que el imperio vecino se apoderase de territorio serbio, Italia exigió compensaciones territoriales (el Trentino) el 28 de julio, que Austria-Hungría rehusó otorgar.
La actitud austrohúngara sirvió a Italia para justificar la proclamación de la neutralidad el 2 de agosto. Según el primer ministro italiano, pese a las ambiciones territoriales que podían lograrse mejor participando en el conflicto, el país no estaba preparado ni moral ni económicamente para hacerlo en ese momento. Socialmente, el país tampoco estaba en buena situación: en junio los levantamientos campesinos y las huelgas obreras de la llamada «semana roja» habían requerido la intervención de cien mil soldados y habían dejado mil heridos y diecisiete muertos; había sido la culminación de las graves tensiones sociales que sufría el país. Los mandos militares tampoco consideraban que el país estuviese listo para entrar en guerra: todavía combatía en Libia, donde por entonces tenían destacados cincuenta mil soldados y  solamente dominaban la costa, mientras que el interior estaba en manos de los rebeldes senusíes. La población en general acogió favorablemente la proclamación gubernamental de neutralidad.
La decisión supuso una gran ventaja para Francia, que pudo destinar a otras tareas a las unidades que debían defender la frontera alpina y otras de las colonias africanas, como la participación en la batalla del marne, victoria apurada de los franceses. Al mismo tiempo, el rechazo italiano a tomar las armas junto a Alemania y Austria-Hungría hizo que esta última mantuviese seiscientos mil soldados en la frontera italiana. Francia y el Reino Unido gozaron también gracias a ello de superioridad naval frente a alemanes y austriacos y pudieron imponer el bloqueo continental al enemigo. La neutralidad de Italia también favoreció que el gobierno español declarara la neutralidad, si Italia hubiera entrado en la guerra España lo habría hecho junto con Francia y el Reino Unido por los Acuerdos de Cartagena de 1907.
Por su parte, Italia dependía de la importación por mar de cereal, que obtenía principalmente del Reino Unido y de Rusia; el mantenerse neutral le permitió conservar el abastecimiento. Del Reino Unido provenía asimismo el 87 % del carbón importado. El Reino Unido controlaba además las vías marítimas de comunicación con Italia merced al dominio de Chipre, Malta, Egipto con el canal de Suez y Gibraltar. De ellas dependía la llegada de materias primas, de las que Italia carecía y que le llegaban principalmente por mar. Francia, que tenía su flota mediterránea concentrada en Tolón y Bizerta, también podía estrangular el comercio italiano con los Estados Unidos a través del Mediterráneo.
En suma, franceses y británicos podían desbaratar el comercio exterior y el abastecimiento italiano si lo creían conveniente. Además hubiesen podido bombardear con facilidad las ciudades costeras italianas en caso de que el país se hubiese alineado con el enemigo. Italia también vio aumentar la influencia financiera francesa en el país a costa de la alemana. Francia instigó la creación de la Banca di Sconto mediante la fusión de dos entidades financieras de las que era la principal accionista; el nuevo banco se contó pronto entre los cuatro principales del país y sostenía con sus inversiones a los dos grupos industriales más destacados del reino: la siderúrgica Ansaldo y las empresas mecánicas de los hermanos Perrone.

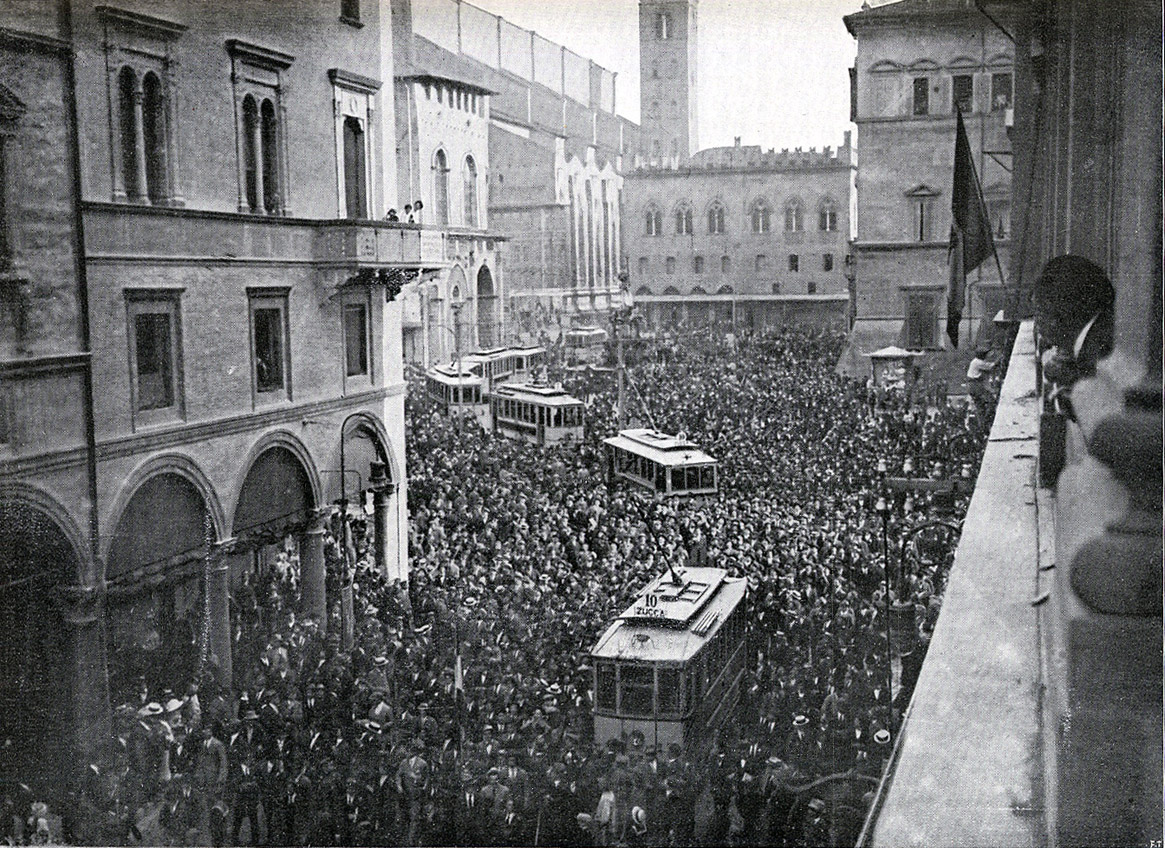
Manifestación en favor de la entrada de Italia en el conflicto mundial.

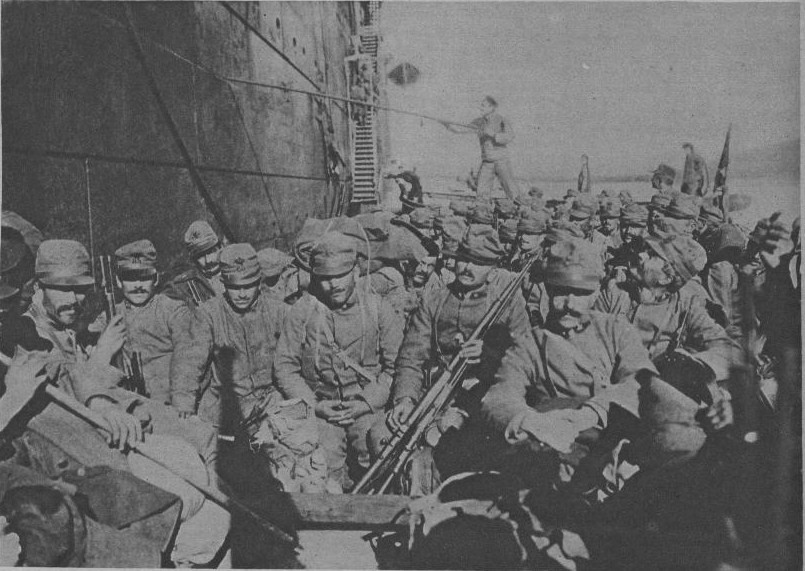
Soldados italianos desembarcando en Valona, puerto albanés que ocuparon en diciembre de 1914, cuando el país aún se mantenía neutral en la contienda.

Al comienzo de la Primera Guerra Mundial, que estalló el 2 de agosto de 1914, tanto alemanes como franceses confiaban en vencer tras una corta campaña en la que seguirían los planes previstos, el plan Schlieffen en el caso alemán o el XVII en el francés. La batalla del Marne y la posterior guerra de trincheras cambió por completo estas expectativas. La contienda iba a ser larga y dependería en gran medida de los recursos industriales de cada bando. Los dos trataron de ampliarlos mediante nuevas alianzas. Entre las naciones que entonces no participan en el conflicto, la principal potencia era Italia, la menor de las grandes potencias europeas. Esta se había declarado neutral el mismo 2 de agosto, a pesar de la esperanza alemana de que participase en el ataque a Francia a través de los Alpes.
En consecuencia, los dos bandos trataron de atraerse a Italia que, por su parte, puso como precio de su entrada en la guerra la obtención de los territorios que no había podido obtener hasta entonces en el proceso de unificación del siglo anterior, en especial Trieste y el Trentino. Cortejada por los dos bandos, Italia exigió cesiones territoriales para participar en la contienda. El 5 de septiembre de 1914, firmó un pacto secreto mediante el que se comprometía a unirse a la Entente y a combatir hasta la victoria.
La victoria aliada en el Marne había convencido a Salandra de que la victoria final correspondería a los Aliados. Pese a ello, mantuvo durante varios meses tratos con los dos bandos, esperando que la competencia aumentase lo que iba a obtener por entrar en el conflicto. El 25 de septiembre, el ministro de Asuntos Exteriores, marqués de San Giuliano, envió a San Petersburgo la lista de condiciones que Italia exigía que se cumpliesen para abandonar la neutralidad y unirse a los Aliados. Esta coincidió bastante con lo luego obtenido en el tratado londinense de 1915, pero por entonces la Entente consideró que las peticiones italianas eran desorbitadas.
En los Balcanes, la inestabilidad en Albania, sumida en una guerra civil, la marcha de las tropas austrohúngaras del norte de la región y la penetración griega en el sur sirvieron de pretexto para que Italia se apoderase de la isla de Saseno y de Valona a finales de diciembre de 1914. Esta región dominaba el estrecho de Otranto, puerta del Adriático. En colaboración con el Gobierno de Essad Bajá —uno de los contendientes por el poder en la región—, los italianos construyeron instalaciones militares en los puertos de Dirraquio, Valona y Saranda. La intervención italiana agravó los desórdenes internos en Albania y precipitó las de los países limítrofes interesados en apoderarse a parte de su territorio (Grecia, Serbia y Montenegro).
La entrada en guerra del Imperio otomano complicó las relaciones de Italia con los Imperios centrales, pues el sultán declaró la yihad el 2 de noviembre y ello desencadenó una revuelta contra los italianos en Libia. El alzamiento expulsó a los italianos de la región a finales de diciembre. La crisis colonial y de prestigio internacional que supuso la pérdida de Libia a consecuencia de la acción de los otomanos hizo que Italia se acercase a la Entente a comienzos de 1915.

Territorios prometidos a Italia según el Tratado de Londres y frontera final tras las negociaciones de posguerra para el periodo de entreguerras (1924-1941).

Pese a propender a ligarse a los Aliados, Italia no dejó por ello de tratar con los Imperios centrales. En diciembre, aprovechando la reanudación de las operaciones austrohúngaras contra Serbia, exigió cesiones territoriales al imperio, que contaron con el respaldo alemán —ninguno de los territorios que pedían los italianos era alemán—; el 11 de diciembre los austrohúngaros rechazaron secamente la exigencia y la derrota que sufrieron a finales de enero de 1915 en la campaña serbia puso fin temporalmente a las negociaciones. Los intentos alemanes de conciliar a austrohúngaros e italianos fracasaron poco después.
A mediados de febrero, el sucesor del marqués de San Giuliano al frente del Ministerio de Asuntos Exteriores italiano, Sidney Sonnino presentó un ultimátum: cualquier operación austrohúngara en los Balcanes debía conllevar la cesión de territorios a Italia; si este no se verificaba, los italianos abandonarían las conversaciones con los Imperios centrales. Aunque los austrohúngaros aceptaron al poco la condición italiana acuciados por los alemanes, los italianos dejaron las negociaciones. En cualquier paso, por entonces Austria-Hungría no preparaba ningún ataque inminente a Serbia.
Las relaciones con Austria-Hungría se tensaron aún más el 3 de marzo, cuando esta desembarcó tropas en el puerto adriático de Antivari. Ese mismo mes los austrohúngaros presentaron una nueva oferta: el Trentino —cuyos límites se debían negociar— a cambio de la neutralidad italiana y la aquiescencia de Roma a las actividades austrohúngaras en los Balcanes. La cesión se haría al terminar la guerra, si bien, ante las suspicacias italianas, Alemania se hizo garante de la entrega de territorios. Los italianos rehusaron la propuesta el 8 de abril y exigieron todo el Tirol meridional hasta el puerto de Brennero, los distritos de Gorizia, Gradisca y el archipiélago de Curzola, la autonomía de Trieste e Istria y libertad para actuar sin cortapisas en Albania. El 16 de abril los austrohúngaros rechazaron estas reclamaciones y simplemente repitieron su oferta de ceder el Trentino tras la guerra, lo que bloqueó las negociaciones.
A las malogradas conversaciones con los Imperios centrales se unió la presión aliada destinada a que Italia abandonase definitivamente la neutralidad y se uniese a la Entente. Esta empleó para ello la dependencia italiana del Reino Unido, a la que Francia pretendió sumarse. La presión económica vino acompañada de las acciones para influir tanto en el Gobierno como en la población para que Italia entrase en guerra. Se multiplicaron los tratos con las diversas corrientes políticas, desde la ultraderecha a la izquierda favorable a la participación en el conflicto, pasando por los grupos católicos. El embajador francés financió con sus fondos secretos la creación del Il Popolo d'Italia, del exsocialista Benito Mussolini, partidario de la Entente. La propaganda aliada tuvo un gran efecto en la opinión pública, lo que aumentó el apremio sobre el Gobierno para que se decantase por entrar en la contienda. Por insistencia de Alemania y del Vaticano, el imperio hizo una última oferta el 9 de mayo, cuando Italia ya había abandonado la alianza con los imperios centroeuropeos: estaba dispuesto a ceder todo el Trentino, un franja al oeste del Isonzo, a permitir las actividades italianas en Albania, a conceder autonomía a Trieste y a estudiar la situación de Gorizia y de las islas dálmatas. El Gobierno ni siquiera respondió a la oferta.
El 4 de marzo, el Gobierno italiano reanudó las negociaciones con los Aliados mediante la presentación de un nuevo memorando que contenía las reivindicaciones del país. Este sirvió de base a las conversaciones que concluyeron con la firma del pacto de alianza en abril. Además del concurso ruso y francés contra Austria-Hungría y del sostén económico británico, los italianos esperaban concesiones territoriales. Exigían el Trentino en su totalidad, y fijar la nueva frontera en los Alpes, lo que equivalía a reivindicar ciertas tierras con mayoría de población germanoparlante (el Alto Adigio).
En el Adriático, limitaban sus exigencias originales a tres regiones de la costa oriental: Istria, Trieste y Pola; dos tercios de la costa dálmata —trescientos setenta y cinco kilómetros, hasta el río Neretva, aunque solo obtuvieron las tierras hasta el cabo Planka— y el puerto de Valona, que ya ocupaban desde diciembre del año anterior y que dominaba el estrecho de Otranto. Pedían asimismo la desmilitarización de la bahía de Cattaro. Albania quedaría como Estado independiente, pero privada de Valona y la isla de Sasseno y sometida a protectorado italiano. En Asia y África, expresaban el deseo de obtener Adalia en caso de que se disgregase el Imperio otomano y rectificaciones fronterizas a su favor en Somalia, Eritrea y Libia en caso de que franceses y británicos se apoderasen de las colonias alemanas.
Fundamentalmente, Italia no solo pretendía obtener los territorios con población mayoritariamente italiana que todavía no formaban parte del reino, sino conseguir colonias, dominar el Adriático y contar con una frontera de más fácil defensa, tanto en tierra como en el mar. El principal escollo para el acuerdo provino de Rusia, que trató de defender los intereses serbios en la costa adriática; los deseos franceses de llegar a un rápido acuerdo y las continuas derrotas rusas ante los alemanes en marzo y abril allanaron finalmente el pacto. Los rusos cedieron el 1 de abril y los británicos se lo comunicaron a los italianos el 9; el 14 los italianos aceptaron lo acordado con aquellos, pero pidieron un mes para prepararse a entrar en la contienda.
El 26 de abril de 1915, el país firmó el Tratado de Londres, en virtud del cual se comprometió a entrar en guerra en menos de un mes. Fue la última gran potencia europea en sumarse a la contienda. Salandra había comprometido al país en el conflicto sin contar con el Parlamento; el tratado se había mantenido en secreto. El 3 de mayo, el país se retiró formalmente de la Triple Alianza.
El acuerdo desató una grave crisis política. La firma del tratado sin el conocimiento del Parlamento era un acto inconstitucional. Giovanni Giolitti, avisado por el embajador alemán de la última propuesta de los Imperios Centrales, acudió a Roma y acaudilló a los que se oponían a la entrada en la guerra (sus propios partidarios, la menguada aristocracia, los socialistas y algunos grupos católicos), con el apoyo de Alemania. La última oferta austrohúngara le parecía suficiente y reportaría nuevos territorios sin tener que sufrir las penurias de una guerra; aceptar la oferta suponía concluir la unificación de los territorios con población mayoritariamente italiana, a costa de abandonar los objetivos imperialistas incluidos en el pacto con la Entente. En principio, Giolitti se granjeó el apoyo de la mayoría de los diputados y senadores, que exigían que el tratado se sometiese a votación para poder rechazarlo.
A esta maniobra se opusieron desde el rey, que amenazó con abdicar si no se aceptaba el acuerdo con la Entente, hasta los movimientos populares intervencionistas —subvencionados por los Aliados— que desataron grandes manifestaciones contra los partidarios de la neutralidad. El Gobierno colaboró con el aplastamiento sangriento de las contramanifestaciones opuestas a la guerra. Salandra llegó a dimitir, pero Giolitti se abstuvo de aceptar sustituirlo al frente del Gobierno, por lo que aquel mantuvo el cargo. Los que abogaban por la neutralidad, amedrentados aunque mayoritarios, acabaron por ceder: el 18 de mayo Giolitti abandonó Roma; el 20, el primer ministro Salandra obtuvo por amplia mayoría poderes excepcionales para gobernar por decreto durante la contienda y la aprobación de créditos para sufragar los gastos bélicos; el 22 el Consejo de Ministros proclamó la movilización general y al día siguiente el país entró en guerra. Lo hizo declarando la guerra a Austria-Hungría, pero no a Alemania.
La votación supuso una victoria temporal para los belicistas (denominados «intervencionistas») frente a los neutralistas, pero no acabó con la división entre ellos, que afectaron a todas las corrientes políticas del país, desde la derecha a la extrema izquierda. El primer grupo, minoritario en el Parlamento —no hubo elecciones durante la guerra—, logró mantenerse en el poder acusando a los contrarios a la contienda de derrotistas. La población, por su parte, también estaba dividida: una mayoría seguía siendo contraria a la guerra, pero una minoría muy activa abogaba por participar en ella.

### Debilidades y ventajas italianas

La movilización italiana:
1.-Turín-Milán-Verona: cuerpos de ejército 1.º, 3.º y 5.º.
2-Génova-Milán-Vicenza: cuerpos de ejército 2.º y 11.º.
3.-Roma-Génova-Treviso-Údine: cuerpos de ejército 10.º, 9.º, 4.º y 14.º.
4.-Nápoles-Florencia-Bolonia-Padua: cuerpos de ejército 11.º, 8.º, 7.º 6.º y 13.º

Pese a haber decidido finalmente participar en el conflicto mundial, Italia sufría una serie de debilidades. Para no provocar a los beligerantes, no había llevado a cabo preparativos militares. No existía plan de movilización, ni de ofensiva contra el imperio vecino. La rebelión de Libia había agotado las reservas militares, escasas tras la guerra con los otomanos, y el país contaba con un escaso presupuesto militar, que pretendía completar con un empréstito británico. El país se encontraba además sumido en una crisis económica, agudizada por la vuelta de cuatrocientos setenta mil emigrantes, que hizo crecer el paro. Por añadidura, el Gobierno esperaba que la guerra durase poco —dos o tres meses—, por lo que no preparó planes para transformar la industria nacional para la producción bélica ni para asegurar las importaciones durante el conflicto.
En el ejército de tierra, uno de los graves problemas era la escasez de artillería pesada y de ametralladoras, mucho menor en cantidad que la del enemigo. La industria nacional no las producía, por lo que el ejército debía comprarlas en el extranjero: la artillería pesada la adquiría a la Krupp alemana y las ametralladoras, a la Vickers británica. La munición también era insuficiente, apenas para unos días de combate al ritmo de consumo del frente occidental. Otro grave problema era que los combates se centrarían en los Alpes orientales y la red ferroviaria italiana, principal medio de movilización y concentración de tropas, era deficiente en las conexiones este-oeste (las líneas principales eran las norte-sur) y solo el 21 % del trazado era de doble vía. Para transportar seiscientos ochenta mil soldados al frente austriaco, las tres líneas férreas disponibles tardaron seis meses, lo que desbarató los planes ofensivos del alto mando. El terreno, montañoso, también favorecía claramente a los defensores.
Otro problema añadido era la escasa calidad de la oficialidad —en muchos casos, el oficial era una profesión de burgueses sin alternativas profesionales—, la falta de lazos estrechos entre esta y la tropa, fundamentalmente campesina, y la escasez de suboficiales. Muchos campesinos y obreros consideraban además al ejército como un instrumento de opresión y de defensa de las clases privilegiadas y abundaban la deserciones —un 10 % de los reclutas en 1914—. El armamento y el material bélico era insuficiente: de los 1 260 000 soldados que el país podía movilizar, solo contaba con armamento para 732 000 y 200 000 no tendrían ni uniforme. Las reservas y la milicia territorial que debían complementar un ejército que en tiempos de paz contaba solo con trescientos ochenta mil soldados, estaban mal adiestradas. A más abundamiento, según los cálculos del Estado Mayor, faltaban trece mil quinientos oficiales, especialmente en las unidades de combate.
En cuanto a la Armada, cuya coordinación con el Ejército era casi nula, la italiana tenía algunas desventajas: sus planes de campaña se habían preparado para combatir a Francia, no a Austria-Hungría; era la quinta del mundo, pero había sido superada en tamaño por la alemana; y contaba con un Estado Mayor desde hacía relativamente poco (1907).
Como ventajas, los italianos contaban con unidades de infantería de gran calidad y una notable superioridad numérica sobre los austrohúngaros: frente a los seiscientos mil de estos, podían reunir un millón cincuenta mil soldados.
En cuanto a la política, la nación se hallaba dividida en la cuestión bélica y el Parlamento estaba dominado por los contrarios a participar en el conflicto, lo que hizo que el Gobierno administrase el país fundamentalmente mediante decretos y redujese la actividad parlamentaria.

## Periodo bélico (1915-1918)

### Entrada en guerra

#### Primeras batallas en los Alpes
El 26 de mayo de 1915, el país declaró la guerra al vecino Imperio austrohúngaro. Aunque el mando teórico correspondía al rey, el real estaba en manos del general Luigi Cadorna, excelente organizador y experto en artillería, pero distante, arrogante e incapaz de colaborar con sus subordinados. Su estrategia para la contienda, poco imaginativa como la de muchos de sus colegas de la época, consistía en atacar frontalmente las líneas enemigas, pese a que los meses de guerra habían demostrado las carnicerías que resultaban de tales acometidas. El plan lo había completado en diciembre del año anterior y consistía en un ataque allende el Isonzo con el grueso de las fuerzas disponibles, dos ejércitos reforzados. Otros dos, el 1,º y el 4.º, llevarían a cabo acometidas secundarias en los sectores del Tirol y Carintia, respectivamente. En la zona del Isonzo, el 3.er Ejército avanzaría hacia el Carso y el 2.º en la dirección de Gorizia y Flitsch. El 3.º debía llegar a Trieste y Liubliana en pocos días; Cadorna esperaba derrotar a Austria-Hungría en menos de dos meses.

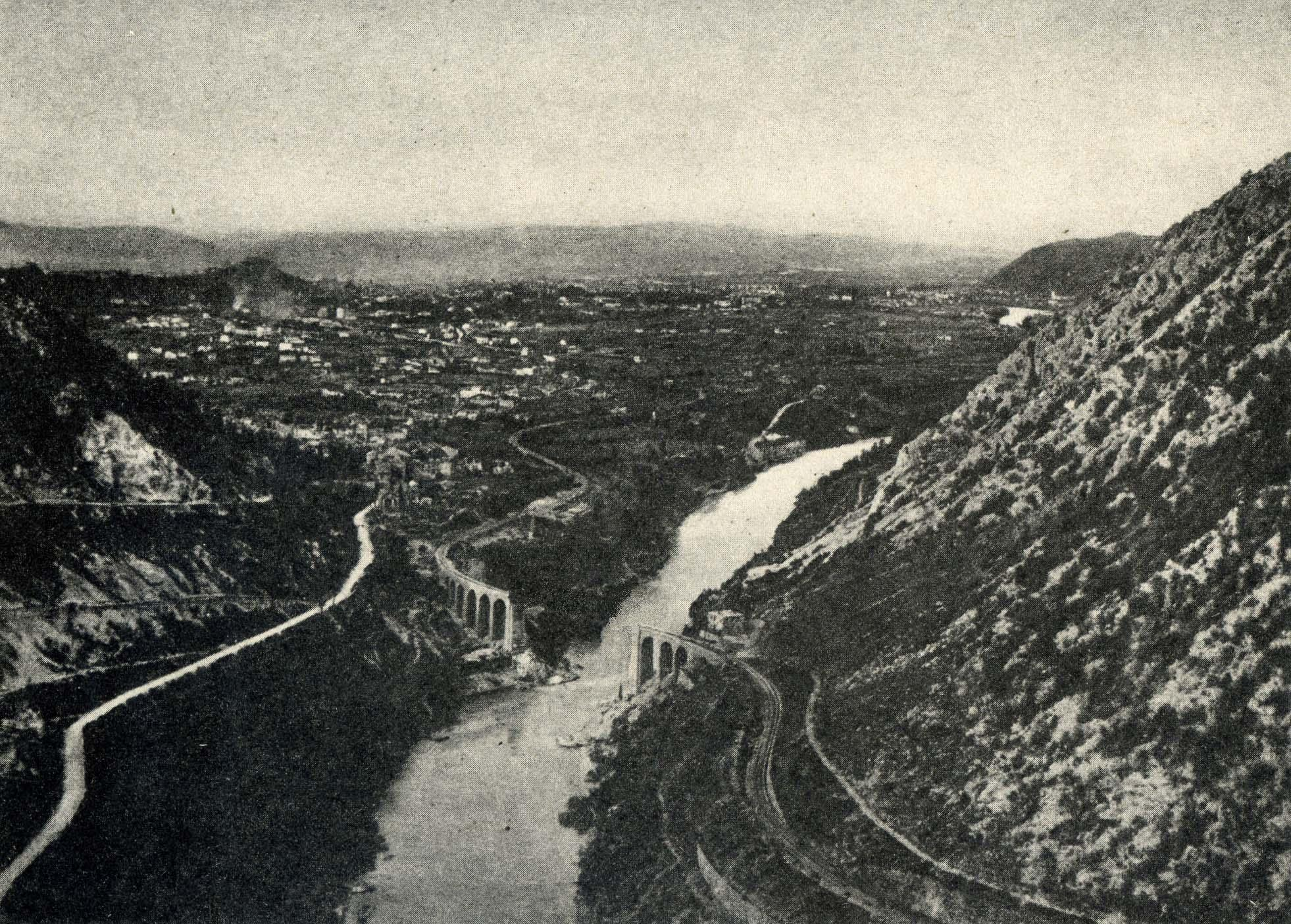
La ciudad de Gorizia, primer objetivo de las ofensivas italianas en el río Isonzo, que también aparece en la imagen. El plan italiano preveía tomar la población para avanzar luego hacia Liubliana, pero los sucesivos asaltos a las posiciones austrohúngaras fracasaron.

Por entonces Italia solo tenía dos cuerpos de ejército en la frontera austrohúngara. El resto de las veintisiete divisiones tenían aún que reunirse, para lo que tardaron veintiún días, frente a un enemigo ya movilizado.  Los retrasos habían hecho que el país entrase en la contienda tardíamente, tras la derrota rusa en Gorlice-Tarnów y ya comenzada la ofensiva francesa en el Artois en mayo que, en principio, debía haber coincidido con el embate italiano contra Austria-Hungría. A pesar de la notable mejora de la situación del ejército durante los meses anteriores, perduraba la falta de artillería, especialmente pesada y de montaña, y de ametralladoras. Las fuerzas armadas tampoco contaban con granadas, arma recién inventada, ni con suficiente producción bélica para sostener una guerra larga.
Los austrohúngaros emplearon el periodo de movilización italiano, operación que se realizó con lentitud, para reforzar sus posiciones en las alturas que dominan los valles alpinos y en preparar una defensa con varias líneas. Cuando Italia declaró la guerra, el imperio solo contaba con cien mil soldados en la frontera común, concentrados principalmente en el Trentino (o Tirol meridional) y en la zona del Isonzo y de las cercanías de Trieste. Este sector estaba todavía sin fortificar a finales de mayo y lo defendían apenas tres divisiones —unos veinticinco mil soldados— reunidas a toda prisa y de escasa calidad. Pese a estar en una clara inferioridad numérica de uno a tres, contaban con la ventaja de hallarse a la defensiva en terreno montañoso. La línea de defensa imperial se fijó a lo largo del río Isonzo, que fluye desde el Tirol hasta Istria. La defendían catorce divisiones, con abundantes unidades especializadas en el combate en la montaña y abundante artillería, tanto pesada como ligera. Varias divisiones, sin sus dotaciones completas, pero fogueadas y con tropas de montaña, habían llegado apresuradamente en los últimos días de mayo del inactivo frente serbio y en una semana los austrohúngaros duplicaron sus efectivos en este frente. Se las encuadró, junto con el resto de la zona, en el nuevo 5.º Ejército, cuyo mando se concedió al general Svetozar Boroević von Bojna.
Por su parte, los italianos desplegaron treinta y cinco divisiones encuadradas en cuatro ejércitos: el 1.º entre la frontera suiza y el río Brenta, el 4.º entre este y Tolmino, el 2.º entre Tolmino y Gorizia y el 3.º entre esta y el mar. El objetivo del primer ataque era tomar Gorizia y abrir la ruta a Liubliana. Desde allí y una vez establecido el contacto con los demás aliados de la zona (Rusia y Serbia), las unidades italianas marcharían hacia Viena. La falta de efectivos impidió atacar simultáneamente en el Trentino, así que el mando italiano optó por hacerlo en la zona del Isonzo y mantenerse a la defensiva los otros sectores. En el primer choque —la primera batalla del Isonzo— participó el 2.º Ejército en junio y julio (del 23 de junio al 3 de julio); las defensas austrohúngaras detuvieron en seco la acometida e infligieron copiosas bajas al enemigo. Los italianos contaban con que rusos y serbios atacasen simultáneamente, pero los serbios, disgustados por la promesa hecha a Italia de obtener Istria y Dalmacia que les habían confesado los rusos y debilitados por una grave epidemia de tifus, decidieron permanecer pasivos. Las ofensivas rusas en los lagos masurianos y en los Cárpatos se saldaron con sendas derrotas. La siguiente Ofensiva de Gorlice-Tarnów obligó a los rusos a retirarse y les infligió ciento cuarenta mil bajas. Por su parte, Rumanía, que se esperaba que siguiese los pasos de Italia, siguió neutral.
Pese al fracaso, Cadorna mantuvo el plan ofensivo, que repitió estérilmente en las siguientes tres batallas del Isonzo: la segunda, del 18 de julio al 4 de agosto; la tercera, del 18 de octubre al 24 del mismo mes; y la cuarta, disputada entre el 12 de noviembre y el 2 de diciembre. En total, los italianos sufrieron sesenta y dos mil muertos y ciento setenta mil heridos en esta serie de inútiles asaltos frontales, un 20 % de bajas del millón de hombres que formaban el ejército. Las bajas italianas duplicaban las del enemigo. La entrada en guerra de Italia no solo no condujo a la victoria aliada, sino que ni siquiera impidió que los Imperios centrales arrebatasen su parte de Polonia a Rusia o invadiesen Serbia y Montenegro. Con la llegada del invierno empeoró además la situación de los soldados de los dos bandos, aquejados no solo por el frío, las trincheras inundadas y las condiciones insalubres, sino pronto también por las enfermedades y las epidemias.
La serie de sangrientas derrotas evidenció la incompetencia del alto mando que, junto a la desastrosa gestión financiera, originó en 1917 una grave crisis y un agudo desánimo entre la población. El alto mando francés, que había esperado grandes avances en el nuevo frente italiano, quedó frustrado por los magros resultados de los asaltos y consideró a partir de entonces que este frente era secundario.

#### Otros acontecimientos
Para calmar las suspicacias del resto de Aliados, Italia declaró la guerra al Imperio otomano el 21 de agosto de 1915, tras una intensa campaña antiotomana en la prensa. El Gobierno, por el contrario, se negó a hacer lo propio con Alemania, lo que disgustó al Gobierno parisino. Italia se negó asimismo a participar en la campaña de los Dardanelos y luego en la expedición a Salónica. Aunque sí lo hizo en el rescate del ejército serbio en Albania, dio la impresión de hacerlo por motivos propios, no en el marco de la estrategia global de la alianza.
En África, Italia trató en vano de recobrar Libia. Las fuerzas italianas fueron batidas en Uadi Marsit y Kars ben Ali. La ayuda francesa fue mínima, puesto que Francia no deseaba enemistarse con los sanusíes, que mantenían un importante comercio caravanero con las colonias francesas en el Magreb y que recibieron armamento de Alemania y el Imperio otomano para armar treinta mil guerreros. Ante la imposibilidad de reconquistar fácilmente la región, los italianos se limitaron en 1915 y 1916 a mantenerse en algunos puertos.

#### Reveses navales de 1915

Las bases navales italianas y austrohúngaras en el mar Adriático.

La Armada contaba con un total de 498 000 toneladas, frente a las 372 000 de la austrohúngara, la sexta del mundo en tamaño. En la parte oriental del país tenía tres bases navales, las de Tarento, Brindisi y Venecia. Por su parte, los austrohúngaros gozaban de una ventaja fundamental: la estrechez del Adriático les permitía acometer rápidas incursiones en la indefensa costa italiana desde sus bases en Trieste, Pola y Cattaro sin que el enemigo tuviese tiempo para reaccionar con sus grandes navíos. Según lo previsto en la convención naval del 10 de mayo, adjunta al texto principal del Tratado de Londres, el Reino Unido aportó a la defensa de Italia cuatro acorazados y otros tantos cruceros ligeros y Francia, doce contratorpederos, ocho torpederos, nueve submarinos, una escuadrilla de hidroaviones, un dragaminas y un acorazado antiguo. En total, la ayuda naval francobritánica equivalía al tamaño de la flota austrohúngara. Además, Francia, que había pactado con el Reino Unido ostentar el mando conjunto en el Mediterráneo, cedió el del Adriático a Italia. Para dominar estas aguas, el reino contaría con dos flotas: la principal fondeada en Brindisi y la secundaria, en el puerto tunecino de Bizerta.
Los austrohúngaros tomaron la iniciativa con una serie de ataques a lo largo de todo el Adriático el 24 de mayo, desde Venecia a Brindisi. Golpean catorce puertos y acosan a los mercantes enemigos con cuatro submarinos. Los italianos respondieron con una serie de incursiones ineficaces en Dalmacia a principios de junio. Privada de tropas terrestres para abordar la conquista de Cattaro, la Armada tuvo que contentarse con ocupar algunas islas del Adriático (Pelagosa y Lagosta) para tratar de atraer a la austriaca y librar la ansiada gran batalla naval que la aniquilase. Los austrohúngaros, por su parte, evitaron tal choque. Los intentos italianos de apostar navíos más veloces en el Adriático para frustrar las incursiones enemigas no dieron fruto, puesto que las naves austrohúngaras eran más rápidas que aquellos. Por añadidura, los submarinos imperiales hundieron algunos acorazados durante el verano (el Amalfi el 7 de junio y  el Giuseppe Garibaldi el 18 de julio).

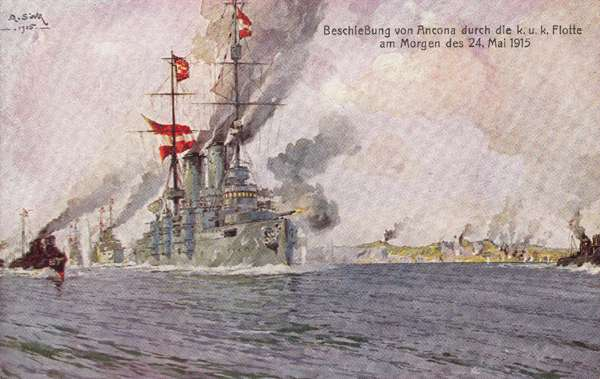
Bombardeo austrohúngaro de Ancona el 24 de mayo de 1915.

Entre el 20 de julio y el 5 de agosto, los austrohúngaros llevaron a cabo una ofensiva contra la costa italiana entre Grottammare y Termoli en la que, sin embargo, no pudieron recuperar Pelagosa, defendida denodadamente por su guarnición. Lo volvieron a intentar poco después con grandes medios que convencieron a los italianos de la conveniencia de evacuar la isla a mediados de agosto. Los submarinos austrohúngaros también consiguieron hundir veintiuna mil toneladas de mercantes enemigos, lo que obligó a franceses y británicos a enviar a su vez unidades submarinas propias (dos los primeros y doce los segundos) para tratar de frenar esta sangría y proteger el comercio marítimo. A finales de año, además de implantar una nueva estrategia de defensa naval, franceses y británicos sometieron al mando italiano una serie de barcos de guerra y de mercantes; el 66 % de la escuadra italiana y el 30 % de la marina mercante provenían de estas cesiones francobritánicas. El año concluyó, sin embargo, con una victoria naval italiana: en un infructuoso intento de destruir la base aeronaval enemiga en Dirraquio, los austrohúngaros perdieron cuatro destructores. Pese a esto, en los siete primeros meses de guerra, la Armada perdió un tercio de su tonelaje.
El año se cerró con la operación de rescate de los restos del ejército serbio, que se retiraba a través de Albania de la persecución enemiga. La pagaron equitativamente entre el Reino Unido, Francia y Rusia, que impusieron los puertos que se iban a utilizar —Dirraquio y San Giovanni di Medua— a Italia, considerada hostil a Serbia y por ello poco fiable para dirigirla por sí misma. El mando conjunto se otorgó a Francia, pese a que las operaciones en el Adriático estaban bajo mando italiano. A Italia se le encargó, empero, la protección de los transportes que iban a evacuar a las tropas. Por entonces, tenía treinta y dos mil soldados en Albania, casi todos concentrados en Valona, aunque para la operación de rescate ocuparon también Dirraquio. Por su parte, los austrohúngaros trataron de desbaratar la operación mediante tres ataques navales el 5, 6 y 29 de diciembre. El grueso de la flota imperial marchó a Cattaro para participar en la acometida y el 4 de diciembre hundió un crucero italiano. Los ataques austrohúngaros del 5 y 6 de diciembre a San Giovanni y Dirraquio respectivamente, en los que los italianos no consiguieron repeler al enemigo, que hundió varios transportes, minó definitivamente la confianza del resto de Aliados en la Armada italiana.
Francia decidió reforzar su participación en el rescate y en el combate naval del 29 de diciembre, las pérdidas resultaron más equilibradas: los austrohúngaros perdieron cuatro barcos, tres y un submarino los Aliados. El rescate concluyó el 22 de enero en San Giovanni —ocupada por el enemigo dos días después— y el 9 de febrero en Dirraquio, aunque las tropas de tierra italianas que habían cubierto el embarque serbio se retiraron algunos días más tarde, tras haber sufrido graves pérdidas. La evacuación comportó el traslado de doscientos sesenta mil serbios y prisioneros austrohúngaros, entre ellos ciento sesenta mil soldados aliados. Los soldados serbios son trasladados a la cercana isla de Corfú; luego, en abril de 1916, se desplegaron en el frente macedonio.

#### Efectos económicos y sociales
| Aumento de los gastos bélicos (1914-1919)                        |                                                                  |
| ---------------------------------------------------------------- | ---------------------------------------------------------------- |
| Gráfico no disponible temporalmente debido a problemas técnicos. |                                                                  |
| Según Boudas p. 211.                                             |                                                                  |
|                                                                  | Gráfico no disponible temporalmente debido a problemas técnicos. |

|  | Gráfico no disponible temporalmente debido a problemas técnicos. |

| Pago de los gastos públicos, porcentaje por origen del dinero    |                                                                  |
| ---------------------------------------------------------------- | ---------------------------------------------------------------- |
| Gráfico no disponible temporalmente debido a problemas técnicos. |                                                                  |
| Según Boudas p. 211.                                             |                                                                  |
|                                                                  | Gráfico no disponible temporalmente debido a problemas técnicos. |

|  | Gráfico no disponible temporalmente debido a problemas técnicos. |

| Aumento de los gastos bélicos (1914-1919)                        |                                                                  |
| ---------------------------------------------------------------- | ---------------------------------------------------------------- |
| Gráfico no disponible temporalmente debido a problemas técnicos. |                                                                  |
| Según Boudas p. 211.                                             |                                                                  |
|                                                                  | Gráfico no disponible temporalmente debido a problemas técnicos. |

|  | Gráfico no disponible temporalmente debido a problemas técnicos. |

| Pago de los gastos públicos, porcentaje por origen del dinero    |                                                                  |
| ---------------------------------------------------------------- | ---------------------------------------------------------------- |
| Gráfico no disponible temporalmente debido a problemas técnicos. |                                                                  |
| Según Boudas p. 211.                                             |                                                                  |
|                                                                  | Gráfico no disponible temporalmente debido a problemas técnicos. |

|  | Gráfico no disponible temporalmente debido a problemas técnicos. |

La guerra acabó temporalmente con el problema del paro mediante el reclutamiento de gran cantidad de hombres. Medio millón de italianos habían emigrado a los Estados Unidos desde 1903 a causa de la pobreza y el paro. Aunque perjudicó a la agricultura, privada de parte de la mano de obra que le era menester, la contienda favoreció a la industria mediante los pedidos de material bélico. El país estaba desarrollándose industrialmente antes de la guerra, especialmente en el norte, pero el conflicto mundial supuso el impulso definitivo al proceso. El buen precio pagado por el Estado y los bajos salarios permitieron a los dueños de las industrias siderúrgicas, mecánicas y automovilísticas obtener notables beneficios de la entrada en guerra del país por los que además, apenas pagaban impuestos. Las medidas fiscales adoptadas para financiar la guerra permitieron un desarrollo económico sin precedentes en el país, afianzaron la posición de los bancos, aumentaron la producción de la industria y redujeron la influencia extranjera en ella.
Ya en 1914 se aumentó la producción de armamento, instaurando turnos continuos en las fábricas, que funcionaban todo el día. Además, la industria italiana empezó a producir tipos de armamento que hasta entonces las fuerzas armadas habían tenido que importar y a redoblar la manufactura de maquinaria en general. La guerra impulsó también notablemente la industria aeronáutica y automovilística. La producción de alimentos también hubo de crecer, ya que el ejército consumía al día tanto como todo el país en un año prebélico. También lo hizo la extracción de mineral y la producción de electricidad (que se duplicó).
En 1915 y como el Gobierno preveía una guerra corta, la producción industrial no se adaptó a las necesidades bélicas y se mantuvo la prioridad de los pedidos civiles. Con el tiempo la situación fue cambiando: aumentó considerablemente la producción de armamento, que siguió siendo fundamentalmente privada pese al aumento del rendimiento de las empresas públicas y se creó un ministerio responsable de la coordinación de la producción, como en el Reino Unido y Francia. Aunque la fabricación de artillería y fusiles casi llegó a alcanzar a la británica, el país sufría la falta de carbón y hierro, que debía importar. El ministro del ramo, Alfredo Dallolio, que acabó dimitiendo en 1918 acusado de corrupción, trató de colaborar con los sindicatos, pero sometió a los obreros a la disciplina militar; los que la sufrían pasaron de ser 128 000 en diciembre de 1916 a 322 500 en agosto de 1918. En las fábricas dedicadas a la manufactura de material bélico creció además notablemente el número de mujeres, que en agosto de 1916 ya eran 198 000; casi todas trabajaban en el norte y centro del país. La movilización industrial italiana siguió con cierto retraso el modelo francés.
La situación financiera del Estado, sin embargo, empeoró. Ya el 24 de agosto de 1914, cuando el país aún no había entrado en guerra, se abandonó la convertibilidad de la lira a oro y poco después se duplicó la cantidad de dinero en circulación. Si bien al firmar el Tratado de Londres el país solo había solicitado la ayuda de los Aliados para obtener un empréstito de cincuenta millones de libras en el mercado londinense, al poco dependía de los continuos préstamos británicos para sufragar las importaciones de trigo y petróleo que en tiempo de paz habían provenido de Rumanía y Rusia, pero que, tras el cierre de los estrechos del mar de Mármara, tuvieron que sustituirse por productos estadounidenses. Ya en agosto de 1915, el Reino Unido prestaba dos millones de libras a Italia para colaborar en sufragar sus gastos.

### 1916: mejora en la situación militar y cambio de Gobierno

#### Contraataque austrohúngaro y nuevos combates en el Isonzo

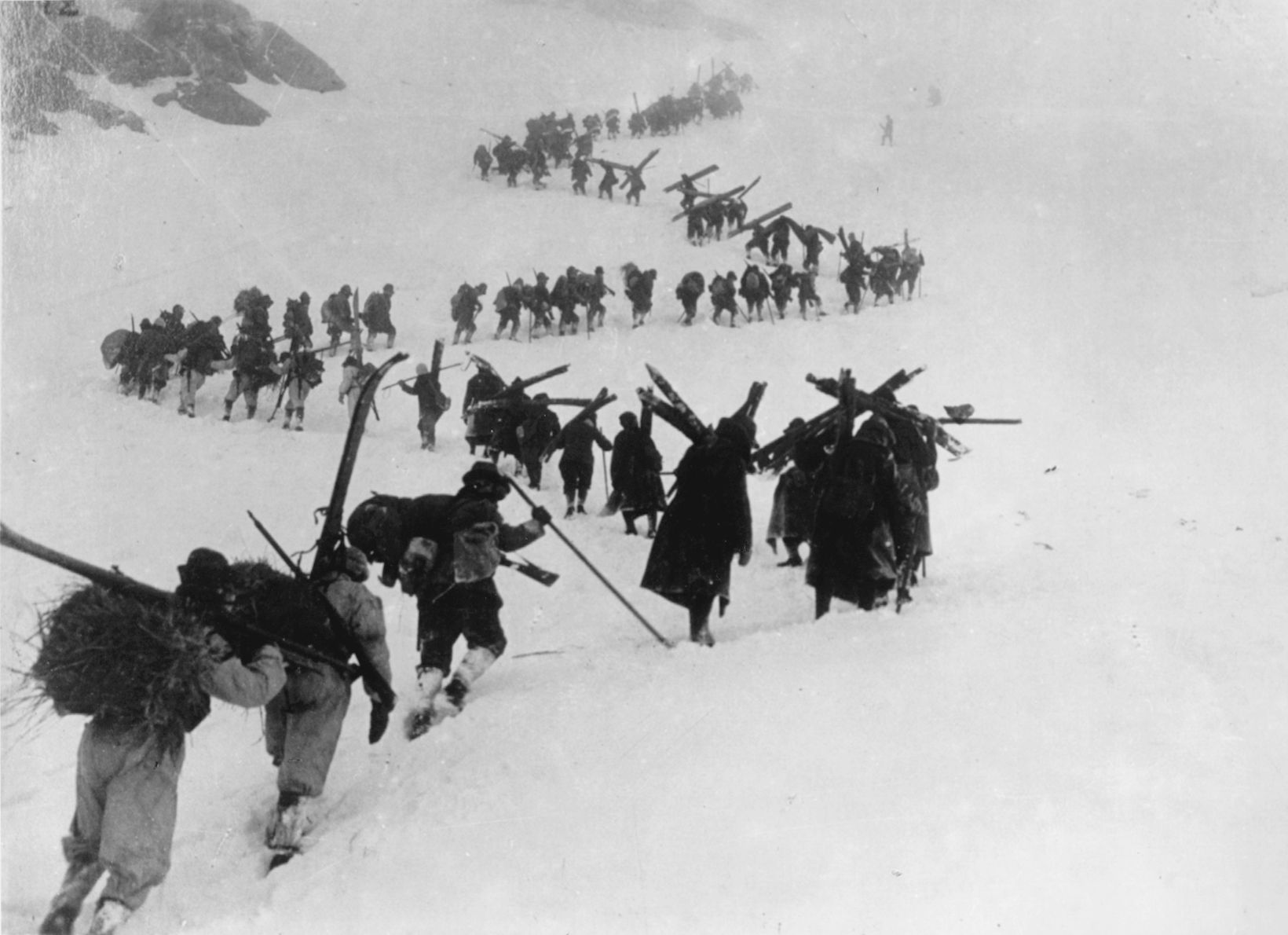
Soldados italianos en el duro frente de los Alpes en 1916.

Franz Conrad von Hötzendorf, jefe del Estado Mayor austrohúngaro, propuso a su homólogo alemán Erich von Falkenhayn un embolsamiento del ejército italiano mediante una ofensiva desde el Trentino hacia Venecia que debía permitirles luego atacar el sur de Francia. Para ello, solicitó nueve divisiones alemanas.. Von Falkenhayn, que creía que los efectivos necesarios para tal maniobra no le hubiesen permitido abordar la operación de desgaste de Francia en Verdún rehusó enviar nuevas divisiones alemanas al frente oriental como le solicitaba Conrad. A pesar de esto, los austrohúngaros decidieron llevar a cabo la maniobra por su cuenta, concentrando en el Trentino catorce divisiones, seis de ellas venidas del frente oriental, pese a la oposición alemana. En total dos ejércitos y cuatro cuerpos de ejército (ciento dos batallones) se dispusieron frente al 1.er Ejército italiano, cuya primera línea estaba muy separada de las siguientes y no había recibido refuerzos suficientes para frenar la prevista ofensiva enemiga. La complicada operación de concentrar la artillería en la montaña y el mal tiempo retrasaron la operación.
El 15 de mayo, tras un bombardeo de dos días que desbarató la primera línea italiana, empezó el embate de la infantería. El 28 de mayo, los austrohúngaros, que seguían avanzando hacia el sur, se apoderaron de Asiago y Arsiero. Habían ganado treinta kilómetros. Cadorna tuvo que socorrer al 1.er Ejército mediante el envío de unidades del resto de los desplegados en el frente y la creación de uno nuevo de reserva, con diez divisiones, que se concentró en Vicenza. El 30 de mayo comenzó el contraataque italiano, que coincidió con la Ofensiva Brusílov, adelantada al 4 de junio para aliviar la presión en el frente italiano. A mediados de julio, los italianos habían recobrado la mayoría del territorio perdido, pero a costa de cien trece mil nuevas bajas. El éxito de la defensa italiana se debió principalmente a la habilidad con la que se usó el ferrocarril para crear el nuevo 5.º Ejército, clave para repeler la invasión enemiga.
Repelido ya el embate austrohúngaro en el Trentino, los italianos retomaron los preparativos para una nueva ofensiva en el Isonzo —la sexta—, que empezó el 6 de agosto. Esta vez el plan se adecuó más al terreno y permitió avanzar: el 9 de agosto los italianos conquistaron por fin Gorizia y prosiguieron la marcha por la desolada meseta del Carso. Cadorna esperaba en vano quebrar las líneas enemigas, pero el progreso de sus unidades fue demasiado lento para conseguirlo. El 16 de agosto, los austrohúngaros pudieron finalmente detener al enemigo que, sin embargo, se alzó con la victoria en esta la sexta batalla del Isonzo. A esta victoria que sirvió para mejorar el ánimo tanto del ejército como de la población en general, le siguieron una nueva serie de carnicerías inútiles: la séptima (14-16 de septiembre), octava (10-12 de octubre) y novena (1-4 de noviembre) batallas del Isonzo. En estos cruentos combates los italianos perdieron treinta y siete mil soldados  muertos y ochenta y ocho mil heridos; las bajas enemigas fueron un 30 % menores. Los combates en este frente cesaron entre noviembre de 1916 y mayo de 1917, cuando se reanudaron con la décima batalla del Isonzo.

#### Otros frentes
En agosto y quizá para obtener un aumento en los envíos de carbón del Reino Unido, Italia accedió finalmente a declarar la guerra a Alemania. Lo hizo el día 28, el mismo que Rumanía entró en guerra.
Dada la creciente tensión con Francia, Sonnino decidió ceder a las peticiones de esta y enviar el 11 de agosto una división al frente macedonio, donde ya estaban desplegados ciento cincuenta mil soldados franceses y cien mil serbios. La rivalidad italo-yugoslava por la posesión de los Balcanes agudizaba la tensión entre Roma y París, que defendía las pretensiones serbias y yugoslavas del Comité Yugoslavo. Italia, por su parte, deseaba el mantenimiento de la independencia montenegrina para servirse del reino balcánico como punto de penetración en la región. Al mismo tiempo, tenía que lidiar con la enemistad albano-montenegrina, pues Albania seguía siendo la base de las ambiciones italianas en los Balcanes.
Más al este, los italianos se enfrentan al nacionalismo griego, con el que se disputan el sur de Albania, que para los griegos es el Epiro Septentrional. Cuando en octubre Eleftherios Venizelos parte a Salónica a formar su Gobierno provisional de Defensa Nacional, los italianos desembarcaron tres mil soldados más en Saranda y ocuparon seguidamente Argirocastro y Delvina. Esta acción permite la unión de las posiciones italianas en Albania con las del Ejército de Oriente en Grecia, pero las relaciones entre ambos ejércitos es mala, pues en el fondo las dos naciones se disputan la influencia en la zona.

#### Mejora de la situación en el mar

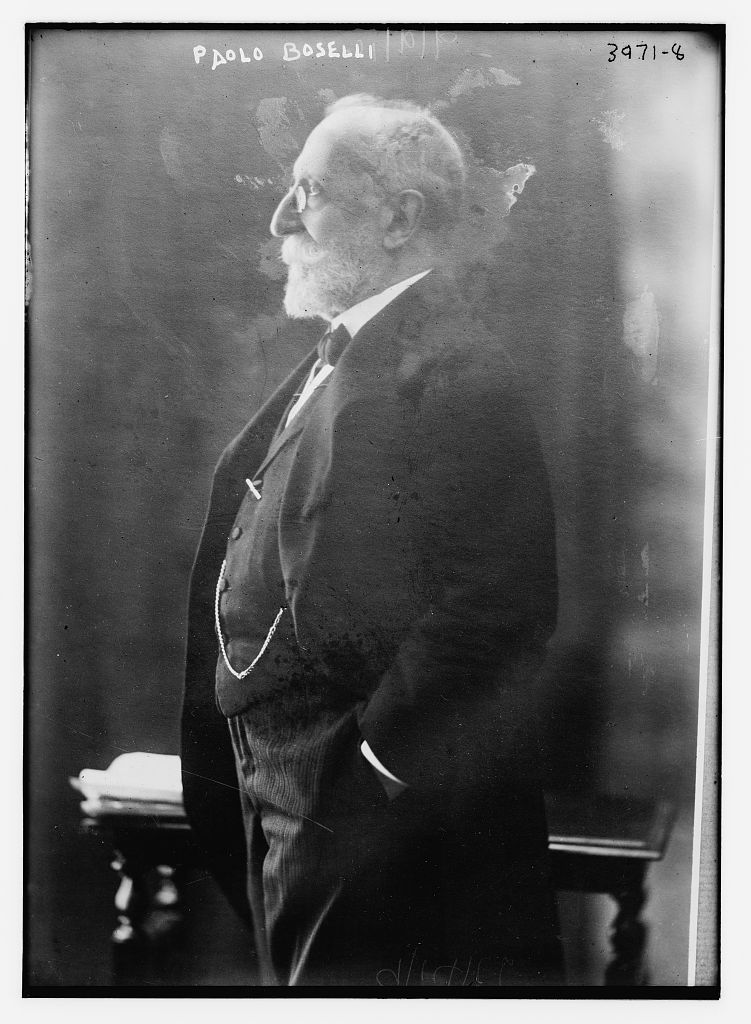
Paolo Boselli, sustituyó a Salandra al frente del Consejo de Ministros en junio de 1916.

Dado que los austrohúngaros continuaban la guerra submarina en el Adriático hundiendo tanto buques mercantes como de la Armada, los italianos decidieron producir un nuevo barco ligero y rápido diseñado para la incursiones rápidas, el MAS (Motoscafo Armato Silurante), una especie de lancha torpedera. En el verano, comenzaron a emplearlos en ataques relámpago: el 7 de junio dos de ellas hundieron un carguero en la rada de Dirraquio; el mes siguiente otras dos torpedearon un crucero en Pola y minaron el puerto. Para proteger las costas, se dispusieron diez trenes con artillería pesada.

#### Cambio de Gobierno y crecimiento del descontento
La falta de victorias decisivas y la perpetuación de la división entre intervencionistas y neutralistas hicieron caer finalmente el gabinete Salandra en junio. El ataque austrohúngaro sirvió como justificación para que la mayoría parlamentaria, favorable a Giolitti y hostil a Salandra, votase contra este en la cuestión de confianza planteada por el primer ministro. Salandra, cansado de tener que lidiar con la oposición en las Cortes y con Cadorna, decidió dejar paso a otro Gobierno. El 10 de junio se formó en consecuencia un nuevo gabinete de unión nacional presidido por Paolo Boselli, que poco antes había tratado con Salandra para entrar en el Consejo de Ministros. Boselli, que a la sazón contaba setenta y ocho años, trató de acabar con la fractura política formando su Consejo de Ministros con hombres de distintos partidos, en un remedo de la union sacrée francesa. Los más poderosos eran Sonnino, que conservó su cartera de Asuntos Exteriores y representaba a los intervencionistas de derecha; Bissolati, su equivalente de izquierda; y Vittorio Orlando, que había tenido buenas relaciones con los socialistas y los seguidores de Giolitti, a los que se pretendía que atrajese desde su puesto de ministro del Interior. En vez de aunar las fuerzas de los distintos sectores, el nuevo Gobierno resultó simplemente una reunión de posiciones discordantes, cuyo concierto se fue complicando con el tiempo. Por añadidura, Boselli, anciano, carecía de firmeza.
Pese a la represión estatal de las libertades, el aumento del poder del ejército en las fábricas y la censura de las comunicaciones que se sumaban al gobierno por decreto que empleaba el Consejo de Ministros —el Parlamento apenas se reunía—, el descontento popular fue creciendo con el tiempo. La disciplina militar impuesta en las fábricas, el empeoramiento del nivel de vida, la escasez de alimentos y los problemas con el pago del subsidio a las familias de los combatientes atizaban la oposición a la guerra; en las protestas que surgieron las mujeres tuvieron un papel principal, tanto en el campo como en las fábricas. Las quejas fueron al principio económicas, pero pronto se volvieron políticas: se reclamaba el fin de la contienda y el regreso de los soldados a sus hogares.

### 1917: la crisis

#### Penurias y revueltas civiles
La guerra submarina enemiga, que mermó las importaciones de alimentos y de carbón, y las necesidades del Ejército, que detrajo parte de ellos para uso militar, impidieron que la población civil pudiese alimentarse adecuadamente. La escasez de alimentos originó inflación y descontento. A esta penuria se añadieron las largas jornadas de trabajo en las fábricas, impuestas por los industriales con la aquiescencia gubernamental y la implantación de un régimen de producción casi militar. En las ciudades, surgieron movimientos de protesta, encabezados fundamentalmente por mujeres, movilizadas para sustituir a los hombres enviados al frente en las fábricas. En el campo y en las pequeñas ciudades también se produjeron cientos de tumultos, a menudo protagonizadas por mujeres que, privadas de sus maridos que habían sido enviados al frente, tenían que bregar solas con las familias, con subsidios estatales insuficientes.
En mayo de 1917, las manifestaciones, esencialmente pacifistas, se tornaron casi en rebeliones en el norte del país. Pese a la actitud contraria del Partido Socialista Italiano, el movimiento de protesta se redobló durante la primavera y el verano. Las huelgas se extendieron y los huelguistas tomaron como modelo de aspiraciones el pacifismo revolucionario ruso, sin que el Gobierno supiese hacerles frente. El 22 de agosto, la falta de pan en Turín desató una gran rebelión que no pudieron sofocar ni el ayuntamiento ni los dirigentes socialistas. Ante la incapacidad de la policía para someter a los revoltosos, que saquearon varios comercios, el prefecto desplegó al ejército. Las primeras tropas se negaron a disparar contra la multitud, por lo que se desplegaron unidades selectas, que recobraron el control de la ciudad tras un matanza de manifestantes. El Gobierno, incapaz de poner fin pacíficamente a las protestas, cedió la tarea al ejército, que aplastó la rebelión; el coste fue el socavamiento la autoridad gubernamental y la división de la sociedad italiana. El débil ministerio Boselli reaccionó tarde, implantando el estado de sitio en las provincias de Turín, Génova y Alejandría en septiembre, pero va perdiendo apoyos parlamentarios.

#### Desánimo en la tropa
Para mediados de 1917, 410 000 italianos habían muerto en combate y 588 000 habían sido heridos en los dos años de guerra, un 20 % del número de hombres reclutados. Este coste inmenso en vidas, que crecía con cada nueva ofensiva, no había producido avances sustanciales, lo que suscitó la desconfianza de los soldados en el mando. En dos años de guerra, Italia se había apoderado aproximadamente de 30 km² de territorio enemigo. Fomentó asimismo las deserciones, la insubordinación y las mutilaciones para abandonar el frente. Para luchar contra estas, el mando contaba con un reglamento militar obsoleto de 1869 que conllevaba la aplicación de una disciplina férrea y de severos castigos. En tres años de guerra, los tribunales militares condenaron a 400 000 soldados por insubordinación, a 470 000 por negarse a combatir y a 101 000 por deserción; alrededor de 1000 fueron fusilados. En total, un 8 % de los soldados fueron condenados por algún delito militar.

#### Reveses en el mar
A finales de enero de 1917, el mando del bloqueo naval del estrecho de Otranto, en el que participaban unas ciento cincuenta embarcaciones menores especializadas en la lucha antisubmarina, pasó al Reino Unido. El bloqueo era vulnerable al ataque enemigo, puesto que las pequeñas naves que lo mantenían no tenían protección de buques mayores. Los austrohúngaros lo acometieron el 15 de mayo en la mayor operación naval de la guerra en el Adriático. Eliminaron la mitad de los cuarenta y siete barcos antisumarinos que en ese momento mantenían el bloqueo. En los combates siguieron por la persecución aliada de los navíos enemigos, estos hundieron un destructor y un acorazado ligero. Como consecuencia de esta derrota, la Armada, desprestigiada ante los británicos y los franceses, hubo de ceder el mando de las operaciones antisubmarinas en el Adriático a los británicos.

#### Situación política
En abril se celebró una reunión entre británicos, franceses e italianos en Saint-Jean-de-Maurienne en la que, a cambio de la aquiescencia italiana a compensar a Grecia por entrar en guerra, Italia obtuvo la promesa de nuevas concesiones en Anatolia, que habían quedado muy vagamente definidas en el tratado de 1915. Italia obtendría una región de administración directa y una zona de influencia en la península asiática, que incluirían la comarca de Esmirna y Adalia. Este pacto y el de 1915 fueron las bases del programa colonial italiano en las negociaciones de paz de 1919. En la reunión se trató también las negociaciones de paz con Austria-Hungría, a las que Italia se opuso y que acabaron por fracasar.
El llamamiento a la paz del papa Benedicto XV tuvo dos efectos principales en Italia: minar el ánimo de los combatientes y reforzar a la fracción giolittista de las Cortes, que reanudó la oposición a la guerra en el Parlamento y las críticas al gabinete Boselli. Este, que solo contaba con el respaldo de la izquierda belicista y los nacionalistas, se encontraba en minoría en las Cámaras. La tensión en las calles y en el frente, desde donde Cadorna clamaba contra los «enemigos internos» que en su opinión minaban el ánimo de la tropa y se habían infiltrado en todo el Estado, mantuvo el Parlamento en ebullición casi permanente desde mayo hasta octubre, cuando la debacle de Caporetto tumbó finalmente al Gobierno de Boselli. Los belicistas desencadenaron una dura campaña contra el P. S. I. y los comunistas, alarmados en parte por los acontecimientos en Rusia.
El 25 de octubre, al día siguiente de que el ministro de Defensa anunciase al Parlamento el desencadenamiento del ataque enemigo en Caporetto, el Gobierno fue recusado por la Cámara por amplia mayoría. Vittorio Orlando asumió la presidencia de otro Gobierno de coalición de todos los partidos salvo el socialista, con algo más de peso para la izquierda belicista, pero con la misma falta de concierto que el anterior. La unión parlamentaria temporal en respaldo de un Orlando ya más dispuesto a reprimir a los pacifistas se hizo fundamentalmente contra los socialistas, que fueron objeto de una campaña de persecución, pese a su pasividad general. La gran ofensiva austrohúngara de Caporetto sirvió también para fomentar la unidad nacional y debilitar la posición de los antibelicistas.

#### Fracaso en el Isonzo y el descalabro de Caporetto

Esquema de la batalla de Caporeto, que hizo retroceder el frente nororiental de la línea del río Isonzo a la del Piave.

Entre mayo y junio se libró una nueva batalla en el Isonzo, sin que los italianos lograsen avanzar. Cadorna había aplazado la que fue la décima batalla del Isonzo hasta el 20-26 de mayo, lo que impidió que coincidiese con la Ofensiva de Nivelle francesa. Pese a contar con treinta y ocho divisiones frente a las catorce del enemigo, el nuevo embate se saldó con un nuevo fracaso y copiosas bajas: 127 840, frente a las 75 000 del enemigo. Inmediatamente después, los austrohúngaros, que habían traído refuerzos del frente ruso, contraatacaron en el Trentino, donde Cadorna había intentado también ganar terreno entre el 10 y el 25 de junio.
Era la primera vez que los austrohúngaros, que se habían mantenido a la defensiva en este sector hasta entonces, tomaban la iniciativa. Luego, entre el 17 de agosto y el 20 de septiembre, se libró la que fue la decimoprimera batalla del Isonzo, tras minuciosos preparativos. Los italianos avanzaron unos ocho kilómetros y se apoderaron de parte de la meseta de Bainsizza, pero a costa de cien mil bajas, casi el doble que las que infligieron al enemigo. Para entonces la situación entre la tropa, muy desmoralizada, era alarmante; el mando reaccionó redoblando la represión de las insubordinaciones. El ánimo entre los soldados solo mejoró cuando se acercó el invierno, por el convencimiento de que con él cesarían temporalmente los combates.

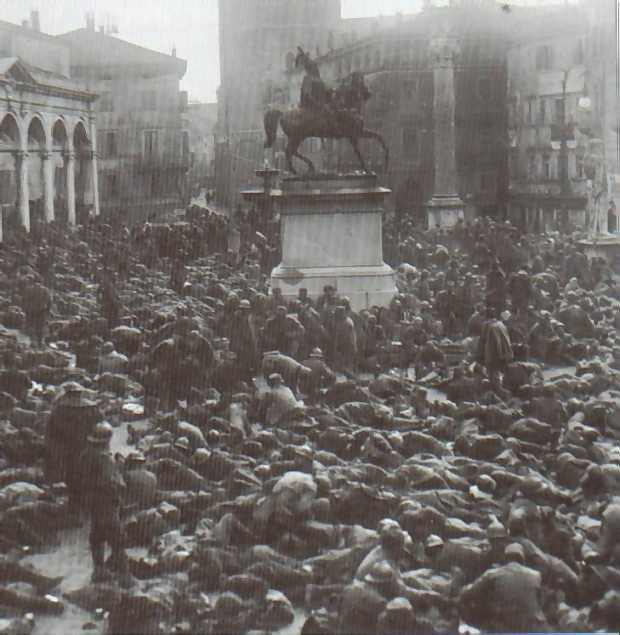
Prisioneros italianos en Údine en octubre de 1917.

Entre el 26 de octubre y el 9 de noviembre fundamentalmente, se libró la batalla de Caporetto. Los mandos austrohúngaros, preocupados por el desgaste de las unidades del frente y deseosos de tomar la iniciativa, habían logrado que sus homólogos alemanes se aviniesen a aportar unidades a la ofensiva.  En el centro del embate, la zona de Tolmino y Caporetto, trece divisiones —siete de ellas alemanas— debían quebrar las líneas enemigas y permitir el avance hacia Údine y las llanuras del Véneto. Los italianos contaban con indicios del inminente ataque y, poco antes de que este comenzase, de la fecha exacta y el punto central en que tendría lugar, gracias a la información proporcionada por dos oficiales desertores; pese a ello, los preparativos para frustrarlo fueron insuficientes. En los primeros diez días de combates, el enemigo avanzó velozmente y eliminó un cuarto de las tropas italianas (hizo ciento ochenta mil prisioneros y precipitó la deserción de cuatrocientos mil soldados).
El 4 de noviembre, ante la imposibilidad de detener al enemigo en el río Tagliamento, los italianos se replegaron al Piave, en la que se atrincheraron el día 9. Los italianos sufrieron en la batalla 10 000 muertos, 30 000 heridos y 293 942 prisioneros; se calcula además que otros 400 000 soldados desertaron. En cuanto al armamento, perdieron 300 000 fusiles, 3000 ametralladoras, 1732 morteros y 3152 cañones —casi la mitad de la artillería de la que disponían—. En apenas unos días de combate, Italia había perdido más territorio del que había conquistado en dos años de guerra al precio de novecientas mil bajas.
Económicamente, las pérdidas también fueron muy graves: el Friul y en Véneto eran regiones ricas donde además se concentraba gran parte de las fábricas de armamento. El Véneto era la tercera región del país en producción industrial y la primera en la agrícola; descollaba en producción de trigo. El Friul tenía un tercio de la industria armamentística nacional. El enemigo había ocupado totalmente las provincias de Belluno y Údine y partes de las de Treviso, Venecia y Vicenza; en los territorios perdidos residían 1 150 000 personas.
Para sostener al ejército italiano, británicos y franceses enviaron una decena de divisiones, solicitadas por el Gobierno italiano el 27 de octubre. La debacle supuso la subordinación del país a los principales aliados, cuya ayuda necesitaba para sostenerse económica y militarmente. Francia y el Reino Unido exigieron el relevo de Cadorna, que ya había sido previsto por los italianos y la formación de una Junta Suprema de Guerra para coordinar las operaciones militares. En la primera batalla del Piave, las divisiones italianas complementadas por las francesas y británicas, detuvieron el avance enemigo. Armando Diaz, más hábil en el trato con sus subordinados, sustituyó a Cadorna. A finales de año se disputaron una serie de cruentos combates, las llamadas «batallas de la Navidad», que no cambiaron esencialmente la situación.

#### Otros frentes
En junio, el jefe militar italiano en Albania respondió a la proclama austrohúngara de defender la independencia albanesa —bajo tutela imperial— con otra similar, que disgustó a la Entente.

### 1918: victoria final

#### Unidad nacional
La grave derrota de Caporetto permitió al Gobierno recibir el apoyo de gran parte de sus críticos, que decidieron concedérselo ante la gravedad de la situación nacional.

#### Ambigüedad hacia los yugoslavos
El descalabro de Caporetto permitió una mejora temporal de las relaciones con los partidarios de la formación de un Estado yugoslavo en los Balcanes. Los italianos contemporizaron con los yugoslavos puesto que deseaban debilitar al Ejército austrohúngaro y fomentar la deserciones de los soldados eslavos. En abril se llegó a celebrar en Roma incluso un Congreso de las Nacionalidades Oprimidas, en las que participaron checos, rumanos, polacos y yugoslavos, aunque no representantes del Gobierno italiano. El Gobierno italiano, pese a sus conversaciones con los políticos croatas exiliados, no abandonó, sin embargo, los objetivos territoriales que se habían plasmado en el Tratado de Londres. Sonnino en particular se opuso al reconocimiento de un futuro Estado yugoslavo. La actitud gubernamental antiyugoslava tensó cada vez más las relaciones con los Estados Unidos, partidarios de la fundación de Yugoslavia.

#### Piave y Vittorio Veneto

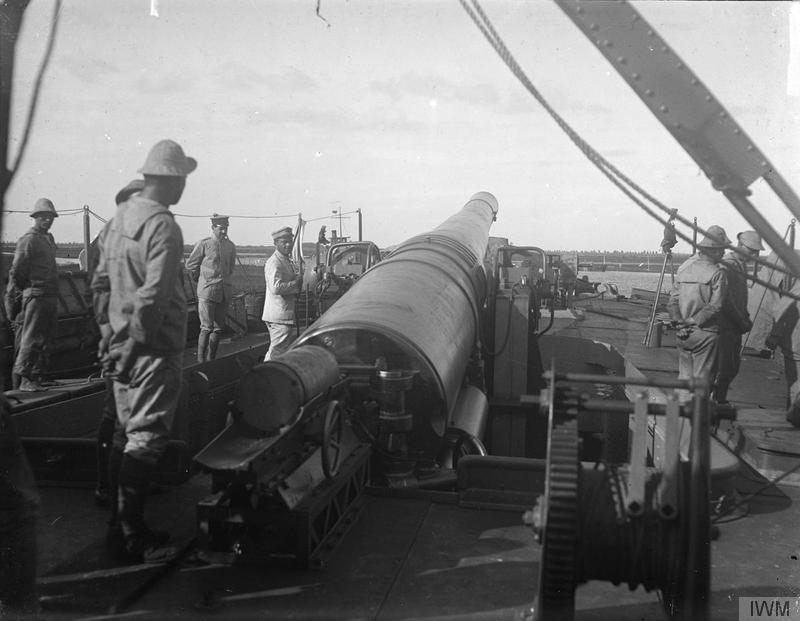
Cañón italiano en la línea defensiva del Piave, contra la que se estrelló la última ofensiva austrohúngara en junio de 1918.

Entre diciembre de 1917 y octubre de 1918, los italianos se mantuvieron a la defensiva en el frente alpino. Los primeros meses los dedicaron a reconstruir el ejército, malparado en la debacle de Caporetto. Recibieron para ello abundante material británico y francés. Las once divisiones francesas y británicas mientras cubrieron unos treinta kilómetros del frente, entre Nervesa y Pederobba. La reconstitución del ejército se basó fundamentalmente en la experiencia de Pétain en Francia tras los motines de 1917. Se trató de mejorar el ánimo de la tropa y el trato al que se la sometía, abandonando las ejecuciones sumarias y aumentando las raciones y los permisos. Para compensar las grandes pérdidas de armamento sufridas en Caporetto, se redobló la producción, que en agosto de 1918 logró sustituir lo perdido.
A mediados de junio, los austrohúngaros abordaron su última ofensiva en Italia, la batalla del Piave, que resultó un fracaso. No lograron conquistar terreno. Entre el Val d'Astico y el río Brenta, los Aliados recuperaron en pocos días el escaso terreno perdido. Los austrohúngaros no pudieron apoderarse del monte Grappa, clave del sistema defensivo italiano. A lo largo del río, los italianos pudieron detener el primer empuje enemigo a los pocos días de empezar la batalla. El 23 de junio, los austrohúngaros habían vuelto a las posiciones de partida. El 29 los italianos emprendieron una serie de ataques limitados que les permitió recobrar algunas posiciones y destruir cuatro divisiones selectas del enemigo. Este revés imperial supuso una victoria defensiva italiana.
A partir de ese momento, los austrohúngaros perdieron la iniciativa en el frente italiano. Las bajas italianas fueron tan numerosas —ochenta mil, entre muertos y heridos—, no obstante, que el alto mando se negó a contraatacar de inmediato como solicitaron británicos y franceses y pospuso la prevista ofensiva del verano a finales del otoño. El alto mando italiano pensaba que el ejército todavía no estaba listo para retomar la ofensiva y que no había prisa por atacar, puesto que la guerra duraría al menos hasta 1919; el primer ministro Orlando compartía esta opinión. A esta tendencia a la pasividad se oponía se alto mando aliado, que esperaba que, tras la victoria en el Piave, los italianos abordarían una acometida contra el debilitado enemigo. Las exhortaciones aliadas fueron vanas: los italianos se negaron a pasar al ataque, solicitando diez divisiones estadounidenses que el presidente Wilson, que deseaba concentrar sus fuerzas en el frente occidental, les negó. Pese a la renuencia italiana, los austrohúngaros se encontraban cada vez más débiles: a las ciento cincuenta mil bajas que habían sufrido en el fiasco de junio se unió la pérdida de un tercio de los soldados de este frente en los tres meses del verano, a causa de las enfermedades y las deserciones.
Italia acometió la última y victoriosa campaña de Vittorio Veneto en las últimas semanas de la guerra, para disgusto de Francia, que esperaba se hubiese verificado antes. En efecto, en el frente occidental, los Aliados avanzaban desde agosto: en septiembre recuperaron Lille y el octubre Gante; en los Balcanes, la ofensiva de Franchet d'Espèrey precipitó la rendición búlgara y a principios de octubre liberó Belgrado; mientras, los italianos no emprendieron ataque alguno hasta finales de octubre. Foch, exasperado, ordenó nuevamente a Diaz que atacase a los austrohúngaros el 28 de septiembre; estos solicitaron el armisticio el 5 de octubre. Diaz esperó hasta el 11 de octubre para empezar los preparativos de la ofensiva. El ataque finalmente se inició el 24 de octubre; durante cuatro días, los austrohúngaros resistieron el embate enemigo, pero la entrada de Franchet d'Espèrey en Hungría y la proclamación de Estados independientes por parte de algunos comités nacionales acabaron con la defensa. 
La mayoría de los soldados húngaros y eslavos abandonaron el frente, lo que permitió al enemigo abrir brecha en las líneas y avanzar por fin velozmente. Los italianos hicieron medio millón de prisioneros. El 29 de octubre, progresaron cuarenta kilómetros y alcanzaron las orillas del río Livenza. El objetivo era apoderarse de todo el territorio que se les había prometido en Londres antes de que se aplicara el armisticio. La pasividad italiana durante el verano de 1918 influyó notablemente en la actitud despreciativa de británicos, franceses y estadounidenses en la posterior conferencia de paz.

#### Mar
El 10 de diciembre de 1917, dos lanchas italianas hundieron un buque austrohúngaro en la bocana de Trieste, con lo que bloquearon el puerto durante varios días. En febrero de 1918, la marina enemiga quedó gravemente paralizada por un motín de parte de la marinería de los buques anclados en Cattaro, que presentaron una serie de exigencias políticas, sociales y económicas.
El 22 de abril cinco destructores austrohúngaros trataron de burlar el bloqueo del Adriático; no lo lograron, pero escaparon sin perder ningún navío. El 10 de junio volvieron a intentarlo con fuerzas mucho mayores, pero se cruzaron con varias lanchas torpederas italianas que hundieron el SMS Szent István y el SMS Tegetthoff y dieron al traste con el plan.
Por insistencia francesa, el mando naval italiano atacó el puerto de Dirraquio el 2 de octubre, para colaborar en el avance del Ejército de Oriente del general Franchet d'Espèrey, que esperaba con ello cercar al 16.º Ejército austrohúngaro. El grueso de las unidades que participaron en el ataque, sin embargo, no fueron italianas, sino del resto de Aliados que participaban en las operaciones navales en el Adriático. Los estragos fueron tantos que los austrohúngaros evacuaron la plaza el 11 de octubre. El 17 del mes los motines en la Armada hicieron que Austria-Hungría abandonase la guerra submarina contra los Aliados, en la que Italia no había participado. La única ofensiva a gran escala de la Regia Marina durante 1918 fue la acometida de octubre de Dirraquio.
En el Mediterráneo en general, la participación italiana en la protección del transporte fue casi nula; los Aliados lograron reducir las pérdidas a partir de mayo de 1918 mediante diversos sistemas, pero fueron franceses, británicos y estadounidenses los que los aplicaron, sin apenas colaboración italiana.

#### Armisticio
El 29 de octubre llevó a villa Giusti, en las afueras de Padua el emisario del Estado Mayor austrohúngaro para parlamentar con el alto mando italiano. La comisión para tratar el armisticio lo hizo dos días después. Ese mismo día el Consejo Superior de Guerra decidió en París las condiciones que los Aliados exigirían a Austria-Hungría: la desmovilización de su Ejército, la entrega de la mitad de su armamento, la liberación inmediata de los prisioneros, la evacuación de los territorios asignados a Italia en el Tratado de Londres, la ocupación de los puntos que se considerasen estratégicos y vía libre para atacar Alemania desde territorio imperial. Los Aliados las presentaron a los austrohúngaros el 2 de noviembre y les concedieron treinta horas para aceptarlas.

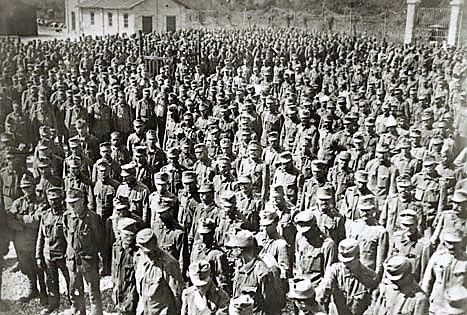
Prisioneros austrohúngaros apresados por los italianos en octubre y noviembre de 1918, en la última y tardía ofensiva.

El emperador Carlos fue el encargado de responder a los Aliados, puesto que el Gobierno había perdido toda autoridad. Había prometido días antes a Guillermo II que no permitiría que el enemigo atacase Alemania desde Austria-Hungría, pero los mandos insistieron en que aceptase el ultimátum, pues estaban muy preocupados por la disgregación del ejército. El emperador trató en vano de que los consejos nacionales participasen en la aceptación de la rendición y la noche del día dos se avino finalmente a firmar el armisticio. Entre la firma el 3 de noviembre y la entrada en vigor del alto el fuego el mediodía del día siguiente, los italianos aprovecharon para avanzar hasta Trieste y apresar cuatrocientos setenta mil soldados enemigos, si bien estos ya habían dejado de combatir tras la firma del armisticio.
La guerra había costado seiscientos cincuenta mil muertos al país. Entre muertos y heridos, Italia tuvo un millón cien mil bajas en el frente del Isonzo; Austria-Hungría, seiscientos cincuenta mil. Italia sufrió un millón de muertos más de lo habitual durante los años de guerra, si bien la causa principal de mortandad entre los civiles no fue la contienda, sino la grave pandemia de gripe de 1918-1919, que hizo aumentar notablemente la tasa de mortalidad, como en el resto de Europa. Seiscientos mil soldados habían sido hechos prisioneros por el enemigo durante la guerra y pasado parte de ella en los campos repartidos por Alemania y Austria-Hungría; casi cincuenta mil perecieron durante el cautiverio, fundamentalmente por tuberculosis y desnutrición. El regreso a Italia entre finales de 1918 y principios de 1919 fue traumático, especialmente para los encerrados en los campos austrohúngaros, que hubieron de volver al país por sus propios medios, a diferencia de los que regresaron de Alemania, que organizó adecuadamente la repatriación. Los exprisioneros, a los que las autoridades acusaban de deserción, fueron encerrados en nuevos campos en Italia, a la espera de juicio. La presión de algunos partidos políticos hizo que finalmente fuesen liberados paulatinamente (los últimos, gracias a la amnistía aprobada por el Gobierno de Nitti en septiembre de 1919).

## Economía y financiación de la guerra
Como en otros países, en Italia se implantó un impuesto sobre la renta, que sufragó el 26 % de los gastos bélicos. Al igual que en el resto de naciones beligerantes, la supresión del patrón oro permitió la emisión de más dinero sin respaldo áureo, empleado en general para sufragar los gastos extraordinarios debidos al conflicto. En general, los costos bélicos se pagaron no mediante el aumento sustancial de los impuestos, sino con deuda e impresión de dinero, traspasando el pago real al futuro. Pese a los continuos préstamos nacionales, cada vez mayores, estos no bastaron para sufragar los gastos a partir de 1916. Entre 1913 y 1918, la cantidad de dinero en circulación en Italia aumentó un 504 %, si bien la inflación consiguiente fue menor: los precios se cuadruplicaron. Parte de la nueva moneda era absorbida nuevamente por el Estado mediante la suscripción popular de préstamos, pese a la escasa probabilidad de que aquel pudiese reembolsarlos, situación común también al resto de países que participaban en la guerra. La inflación media, sin embargo, fue la mayor de los Aliados: un 49 % a partir de 1916. Semejante cantidad hizo que el poder adquisitivo y con él la demanda interna menguasen rápidamente, en torno al 50 % anual.

## La paz
La posguerra italiana fue un periodo de graves problemas de adaptación a la paz. El país tenía una gran deuda externa y problemas comerciales, de transporte y abastecimiento. La desmovilización agudizó los problemas de paro. La oligarquía industrial, muy reforzada por el aumento de producción durante la contienda, aumentaba su influencia política, en parte por sus estrechos lazos con las finanzas, el Ejército y la Administración. La economía en general estaba, empero, arruinada. Por otra parte, la experiencia bélica había tenido un efecto radicalizador entre millones de italianos, que deseaban hondas reformas que garantizasen sus derechos. El P. S. I., nuevamente pasivo, no supo encauzar las aspiraciones populares, que suscitaron gran agitación; el partido se dividió en dos: los moderados y los radicales, que luego formarían el Partido Comunista Italiano. Las estrecheces atizaron el descontento entre obreros y campesinos y multiplicaron las huelgas: en 1914 había habido 781, en 1919 fueron 1860. En marzo, Benito Mussolini fundó el Partido Fascista de Italia. Este, apoyado por la burguesía, tuvo como principal elemento su carácter antisocialista y como fin la represión de la agitación y de las huelgas.

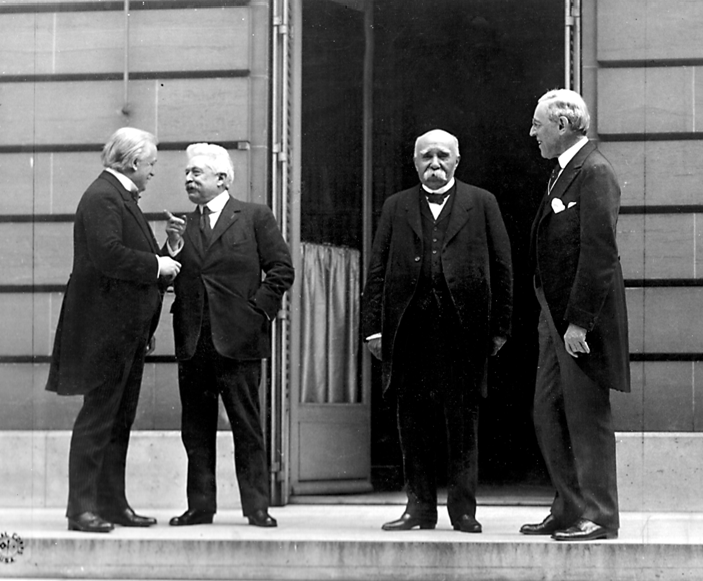
Los «cuatro grandes» en París el 27 de mayo de 1919: el británico David Lloyd George departiendo con Vittorio Orlando, el primer ministro francés Georges Clemenceau y el presidente estadounidense Woodrow Wilson, principal opositor de las posiciones italianas en la conferencia de paz.

La debilidad del país, sometido en todos los aspectos a las principales potencias vencedoras, impidió obtener los resultados previstos del tratado de 1915. En abril la Conferencia de Paz de París, trató el Adriático. Hasta entonces, la actividad principal había sido la redacción del tratado de paz con Alemania, que era secundario para Italia. Orlando y Sonnino defendieron infructuosamente las aspiraciones ultranacionalistas: el cumplimiento íntegro del Tratado de Londres y la cesión de Fiume —no incluida en el documento de 1915—.
La inclusión de Fiume entre las reclamaciones italianas, que ya había originado la dimisión de Bissolati, se debió a la proclamación de unión con Italia que había hecho el comité nacional de la ciudad en diciembre de 1918 y que desató una ola nacionalista, principalmente entre la derecha italiana. Francia y el Reino Unido accedieron a cumplir el primero, pero no a entregar el segundo, mientras que los Estados Unidos —la principal potencia, fundamentalmente por su poderío financiero— rehusaron ambas exigencias. La oposición estadounidense resultó decisiva.
El problema esencial para Italia era su frontera oriental, tanto terrestre como marítima, con el nuevo Reino de los Serbios, Croatas y Eslovenos. Cuando el presidente Wilson hizo un llamamiento al Parlamento y al pueblo italiano —le habían informado de que la población no compartía la posición de la delegación— el 23 de abril, la delegación italiana se retiró de las conversaciones; al no recibir nuevas ofertas de sus socios, tuvo que volver precipitadamente a París el 6 de mayo, pero en una posición muy debilitada. En su ausencia se habían repartido las colonias alemanas, de las que Italia no recibió ninguna, y se había concedido a Grecia permiso para ocupar Esmirna, ciudad que en Saint-Jean-de-Maurienne se había prometido a Italia. El Gobierno, que no logró resolver la cuestión fronteriza, cayó el 19 de junio.
El poeta Gabrielle D'Annunzio ocupó Fiume en septiembre al frente de un contingente paramilitar y la conservó durante un año. La ciudad pasó finalmente a Italia mediante los acuerdos de 1920 y 1924 con el nuevo Reino de los Serbios, Croatas y Eslovenos. Finalmente, el tratado de paz con la nueva república austriaca se firmó el 10 de septiembre de 1919. Con el nuevo reino yugoslavo se rubricó el de Rapallo el 12 de noviembre de 1920, que no resolvió el problema de Fiume. Esto solo se logró en 1924, con la anexión italiana de la población. La paz con el Imperio otomano vino con el Tratado de Sèvres del 10 de agosto de 1920, que nunca se llegó a aplicar y fue sustituido por otro en 1923 que concedió a Italia únicamente el Dodecaneso con Rodas. El resultado de los tratados de paz originó en Italia un sentimiento casi unánime de desilusión que avivó el nacionalismo y el resentimiento con Yugoslavia —principal barrera a la expansión de la influencia italiana en los Balcanes— y Francia, potencia principal de la posguerra y garante de la situación surgida de la contienda. El país no se consideraba entre los beneficiados por la guerra.
El descontento popular con la situación económica desencadenó graves disturbios a mediados de junio y ocupaciones de tierras y nuevas huelgas en agosto, que el Gobierno no supo afrontar. Las elecciones de noviembre de ese año marcaron la derrota del liberalismo, que perdió la mayoría absoluta en las Cortes, y de los intervencionistas y el auge de los socialistas, que triplicaron sus escaños (ciento cincuenta y seis diputados) y del Partido Popular católico, que obtuvo cien.
El 23 de junio, Francesco Saverio Nitti sucedió al frente del Consejo de Ministros a Orlando, destituido por una moción de censura, al tiempo que la derecha comenzaba a agruparse para enfrentarse a los socialistas violentamente. El nuevo primer ministro trató de aplicar un programa de reformas moderadas para evitar la revolución, pero se enfrentó a una decidida oposición. Los grupos industriales y militares rechazaban el acercamiento a los Estados Unidos y el desarme. Los intervencionistas se oponían también a Nitti y organizaron la ocupación de Fiume el 12 de septiembre.
Los liberales volvieron a llamar a Giolitti en junio de 1920 que, con el país sumido en una crisis económica, no pudo sostener el sistema liberal prebélico que había dominado. El fracaso de Giolitti llevó a una polarización aún mayor que favoreció a los círculos reaccionarios, que implantaron un régimen dominado por las nuevas burguesías industriales y agrarias. Clausurados los periódicos y los ayuntamientos socialistas, Mussolini indujo a los liberales y al rey a aceptar que asumiese la presidencia del Gobierno tras la 
Marcha sobre Roma en octubre de 1922.